# Arthur Rimbaud
(A. Rimbaud, lettera a Paul Demeny, 15 maggio 1871, in Oeuvres, 1969, p. 346)
Jean Nicolas Arthur Rimbaud (/aʁˈtyʁ ʁɛ̃ˈbo/) (Charleville, 20 ottobre 1854 – Marsiglia, 10 novembre 1891) è stato un poeta francese.

Firma di Rimbaud

È il poeta che con Charles Baudelaire e Gérard de Nerval ha più contribuito alla trasformazione del linguaggio della poesia moderna. L'opera di Rimbaud comincia con versi legati per arrivare al verso libero e alla poesia in prosa. Ma ciò che in Baudelaire era enunciato con la compostezza degli alessandrini e trasparenti simbolismi, in Rimbaud diventa lirica che attinge alla libertà dell'immaginario, ai sensi, alla visione irreale. L'ordine sintattico ne risulta spezzato, il ritmo ricreato al di là della tradizione. In Rimbaud «lo sguardo poetico penetra attraverso una realtà coscientemente frantumata fin nel vuoto del mistero» scrive Hugo Friedrich.

## Biografia

### La famiglia
(A. Rimbaud, Une Saison en enfer. Mauvais sang, in Oeuvres, 1960, pp. 213-214)

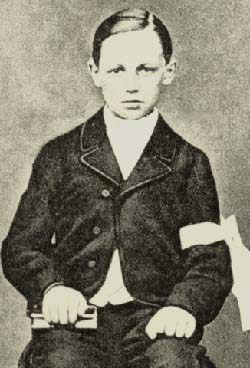
La prima comunione, 1866

Arthur Rimbaud nacque il 20 ottobre 1854 nella cittadina di Charleville, nelle Ardenne, al numero 12 di rue Napoléon (poi rue Bérégovoy). Il padre Frédéric (1814-1878) era un capitano dell'esercito che partecipò alle guerre d'Algeria e di Crimea, e nel 1854 fu decorato con la Legion d'onore. La madre Marie Catherine Vitalie Cuif (1825-1907) era figlia di proprietari terrieri di Roche, villaggio nei pressi di Attigny.
Sposati l'8 febbraio 1853, ebbero cinque figli: Frédéric (1853-1911), Arthur, Victorine (1857, vissuta solo un mese), Vitalie (1858-1875) e Isabelle (1860-1917). Dopo la nascita dell'ultima figlia, Frédéric Rimbaud, già poco presente a causa dei suoi doveri militari, abbandonò la famiglia ritirandosi a Digione.
Dopo la partenza del marito Vitalie prese a firmarsi «la vedova Rimbaud» e visse con i figli in una modesta casa di rue de Bourbon, in un quartiere popolare di Charleville. Molto rigida e severa, le principali preoccupazioni erano la cura della rendita delle terre, l'educazione dei figli e la rispettabilità sociale. Proibiva ai bambini di giocare in strada con i figli di operai e tutte le domeniche la si poteva vedere, «busto eretto, corsetto nero e guanti di filaticcio», chiudere la fila della famiglia diretta in chiesa: «davanti le due bambine che si tenevano per mano, poi i due maschietti, Frédéric e Arthur, ciascuno con un ombrello di cotone blu».

### Gli studi
(G. Izambard, Rimbaud tel que je l'ai connu, 1946, p. 54)

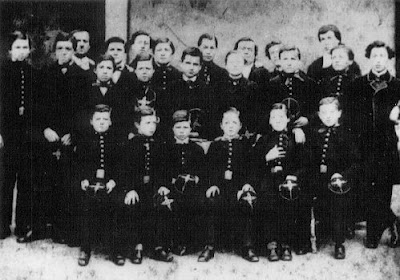
Arthur e Frédéric Rimbaud, il terzo e il quarto in prima fila a partire da sinistra, all'Istituto Rossat nel 1864

Nel 1862 Arthur entrò da esterno, come il fratello Frédéric, all'Istituto Rossat. Durante l'anno scolastico scrisse una fantasia che ci è conservata: sogna di essere a Reims nel 1503, il padre è un ufficiale dell'esercito regio, «spesso in collera», la madre, diversamente dalla realtà, è «una donna dolce, calma, che si spaventa per un nonnulla». Quanto a sé, non gli piace studiare: la storia è un supplizio, i Latini non sono forse nemmeno esistiti e, per quanto riguarda il Greco, «nessuno al mondo parla il greco!».
Nella realtà Arthur era un allievo modello: nei tre anni passati all'Istituto Rossat vinse tredici premi e ottenne undici note di merito. Nella primavera del 1865 Madame Rimbaud, che nel frattempo aveva trovato una nuova casa nel rispettabile cours d'Orléans, decise di trasferire i due ragazzi al Collegio di Charleville. Arthur fu iscritto alla settima classe, e in ottobre era già in sesta. L'anno dopo fu autorizzato a frequentare la quarta classe.
Nel 1869 il «Moniteur de l'Enseignement secondaire» pubblicò tre suoi componimenti in latino, Ver erat, L'Ange et l'enfant e il Jugurtha che ottenne il primo premio al Concorso accademico. Il 2 gennaio 1870 nella «Revue pour tous» comparvero i suoi primi versi francesi, Les Étrennes des orphelins, che rammentano L'Ange et l'enfant di Jean Reboul e Les Enfants trouvés di François Coppée. Jules Desdouets, il preside del collegio, diceva allora di lui: «In questa testa non germina niente di ordinario. Diventerà il genio del Male o il genio del Bene», mentre uno dei suoi insegnanti, M. Pérette, era più netto: «farà una brutta fine».
Da gennaio venne a insegnare nel collegio Georges Izambard, un giovane professore di retorica. Aveva solo cinque anni più di Rimbaud: ne divenne il confidente e gli fece conoscere Rabelais, Hugo, Banville e i parnassiani. Ora Rimbaud ha «tre dèi: Leconte de Lisle, Banville, Gautier», e la sua Invocation à Venus, traduzione del prologo lucreziano del De rerum natura stampata il 15 aprile dal «Bulletin de l'Académie de Douai», è un plagio di versi recenti di Sully Prudhomme.

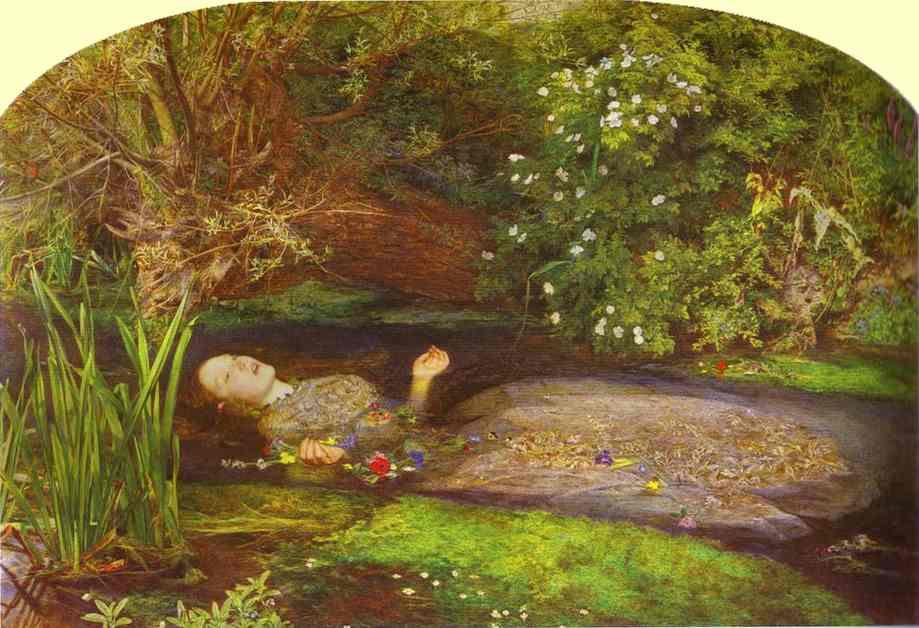
L'Ofelia interpretata da Elizabeth Siddal, e dipinta da John Everett Millais (1851-52; Londra, Tate Britain)

Come scrive Izambard, Rimbaud gli sottoponeva spesso i suoi versi appena composti perché li esaminassero insieme. I primi furono i versi di Ophélie, scritti nel maggio del 1870 e ispirati a La Voie lactée di Banville. È anche probabile che Rimbaud conoscesse il quadro omonimo di Millais:
Ma in Rimbaud quella di Ofelia non è una comune follia, come in Shakespeare e in Banville, ma è indotta dalle sue visioni: essa è «una veggente che ha intravisto grandi visioni» e ne è stata annientata:
La passione per la poesia spinse Rimbaud, il 24 maggio 1870, a scrivere a Banville, «un discendente di Ronsard, un fratello dei nostri maestri del 1830», inviandogli tre poesie, Ophélie, Sensation e Soleil et chair, sperando, con il suo appoggio, di vederle pubblicate nel mensile «Le Parnasse contemporain» dell'editore Lemerre. Si attribuisce 17 anni, «l'età delle speranze e delle chimere», dichiara di amare «tutti i poeti, tutti i buoni Parnassiani - poiché il poeta è un Parnassiano» e di adorare due dèe, «Musa e Libertà». Non si conosce la risposta di Banville, ma i suoi versi non furono pubblicati.

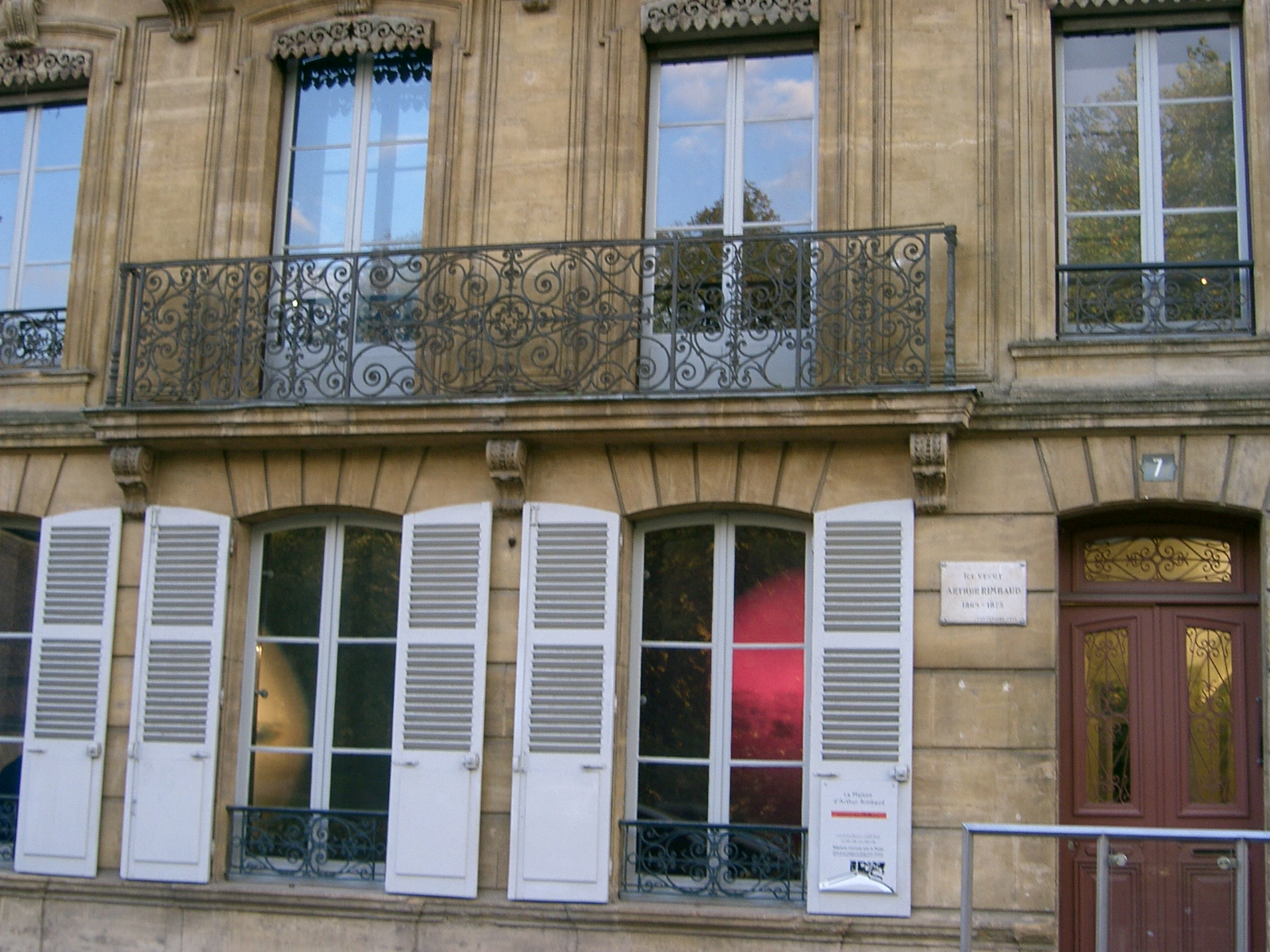
Casa Rimbaud a Charleville

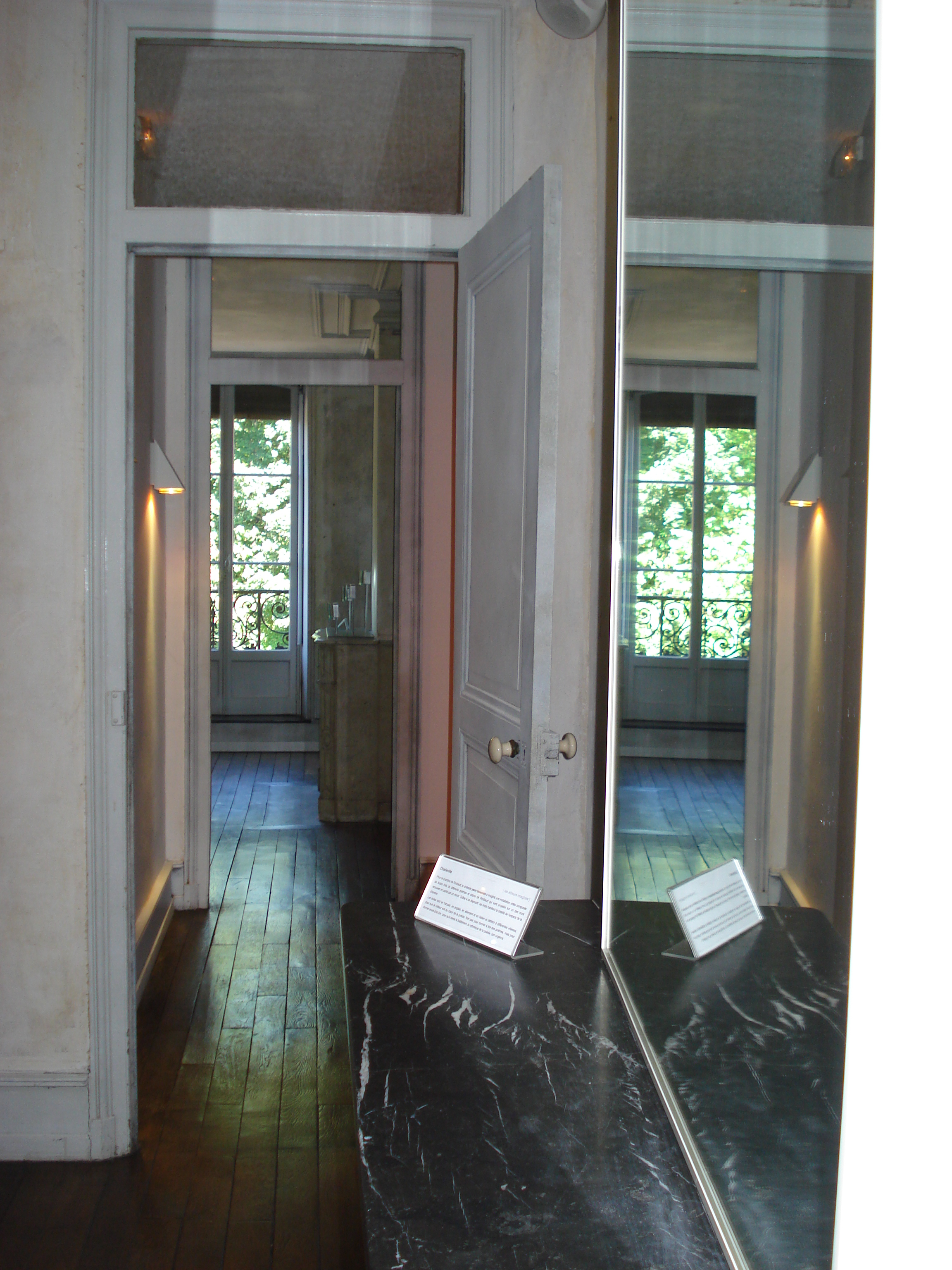
Interno di casa Rimbaud

Del resto, la sua ammirazione per i parnassiani, questi poeti del disimpegno politico, dell'impassibilità e del rigore formale, non durò a lungo: «dopo tre mesi, ne parlava solo con l'acredine dell'innamorato deluso». Egli continua bensì a utilizzare, senza troppi scrupoli, i loro versi, ma li deforma seguendo un'intenzione satirica o scandalosa. Così, nella Vénus Anadyomène, tratta da Les Antres malsaines di Glatigny, dove questi immagina incise le parole «Clara Venus» sulle braccia di una donna, Rimbaud le colloca nel suo fondo schiena, e dove la classica dèa sorge dalla spuma del mare, la Venere di Rimbaud «emerge lenta e stupida da una vecchia vasca da bagno».
Ora i Rimbaud abitavano nel quai de la Madeleine. Il 19 luglio 1870 Napoleone III dichiarò guerra alla Prussia e Frédéric Rimbaud si arruolò volontario, disapprovato dal fratello, che aveva già giudicato l'imperatore «meritevole di galera». Alla retorica patriottica che si diffuse in Francia, che evocava anche le glorie degli eserciti repubblicani della Rivoluzione, Rimbaud rispose col sonetto Morts de Quatre-vingt-douze et de Quatre-vingt-treize, dove - scrive - «noi, curvi sotto i re come sotto un randello» lasciavamo dormire sotto la Repubblica i morti di Valmy, di Fleurus e d'Italia, e ora i corifei del bonapartismo osano rievocare questi soldati «pallidi del bacio forte della libertà».
Il 6 agosto Rimbaud concluse l'anno scolastico guadagnando un nuovo premio. Il 13 agosto apparve sulla rivista satirica «La Charge» la sua poesia Première soirée, una satira dell'amore lezioso, come la successiva Les Reparties de Nina. Il 25 agosto scrisse a Izambard, in vacanza a Douai dalle zie, lamentando la propria condizione a Charleville. Era «spaventoso» vedere «i droghieri in pensione mettersi l'uniforme», vedere «tutte quelle pance» pattugliare la cittadina «con uno chassepot sul cuore», vedere «la patria in piedi». Lui, Rimbaud, preferiva «vederla seduta», senza muovere gli stivali.

### Le prime fughe
(A. Rimbaud, Ma Bohème, in Opere complete, 1992.)

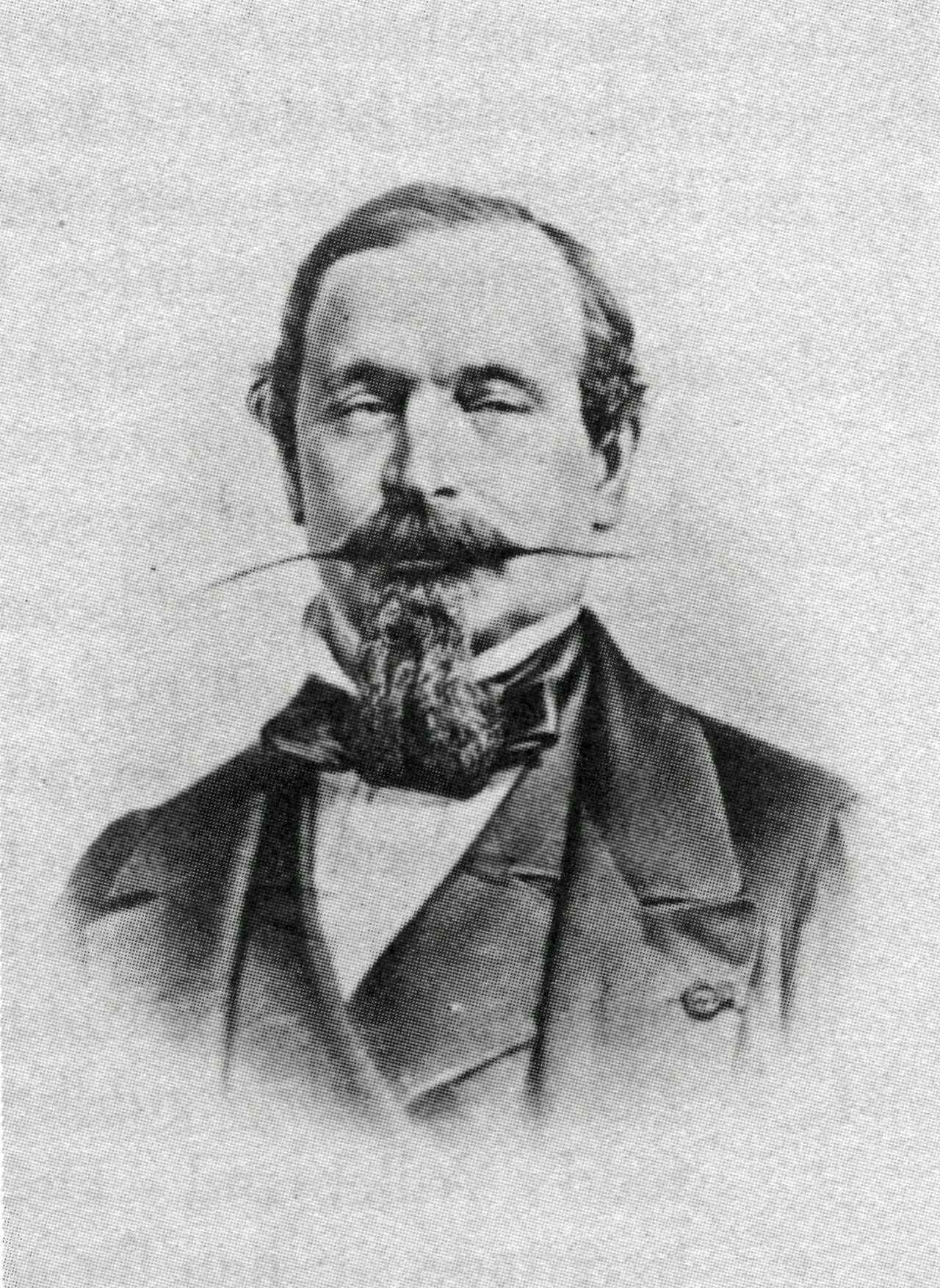
Napoleone III: «ubriaco di vent'anni d'orgia»

Il 29 agosto acquistò un biglietto ferroviario per San Quintino, ma in realtà la sua destinazione era la più lontana Parigi. Alla Gare du Nord venne scoperto, consegnato alla polizia e, accusato di vagabondaggio, incarcerato nella prigione di Mazas in attesa di giudizio. Nel disordine delle comunicazioni in una Francia al collasso per la sconfitta, le sue lettere non raggiunsero la madre. Il 5 settembre Rimbaud scrisse a Izambard che pagò il suo debito e l'ospitò a Douai.
Qui frequentò la redazione del giornale diretto da Izambard «Le Libéral du Nord», e vi conobbe il giovane poeta Paul Demeny, direttore di una piccola casa editrice di Parigi, la «Librairie artistique», al quale affidò quindici sue poesie. Caduto Napoleone III, la Francia era repubblicana e ancora in guerra con la Prussia. Il 25 settembre erano previste a Douai le elezioni comunali e Rimbaud si fece notare nei comizi elettorali per il suo radicalismo rivoluzionario, mettendo in imbarazzo il moderato Izambard. Una lettera di Rimbaud, che richiedeva il ritorno a casa del figlio, lo cavò d'impaccio e il 27 settembre Izambard accompagnò Arthur a Charleville.
Non ci rimase a lungo. L'8 ottobre era nuovamente in viaggio, parte a piedi e parte in treno, diretto a Charleroi, in Belgio. Qui si presentò alla redazione del «Journal de Charleroi», diretto dal padre di un suo compagno di scuola, il senatore Louis-Xavier des Essarts, offrendo la sua collaborazione. Invitato a cena, scandalizzò il senatore con la sua maleducazione e con le sue convinzioni politiche, e fu cacciato di casa.
Non pare, però, che si sia perso d'animo. Le poesie di questo periodo, Rêvé pour l'hiver, Au Cabaret-Vert, La Maline, Ma Bohème, raccontano della felicità del poeta vagabondo, il cui «albergo è all'Orsa maggiore» e le stelle fanno «un dolce frou-frou»:
Da Charleroi raggiunse a piedi Bruxelles, dove fu ospitato per due giorni da Paul Durand, un amico d'Izambard. Da Bruxelles raggiunse in treno Douai presentandosi il 20 ottobre dalle zie d'Izambard, dove scrisse altri sette sonetti per l'editore Demeny, finché giunse una lettera di madame Rimbaud che ingiungeva il riaccompagnamento forzato del figlio a casa e il 30 ottobre due gendarmi riportarono Arthur a Charleville. Il 2 novembre Rimbaud scrisse a Izambard promettendogli di non scappare più di casa «per meritare il suo affetto», pur dichiarando di «decomporsi nello squallore, nella malvagità, nel grigiore».
La vicina cittadina di Mézières fu distrutta da un bombardamento prussiano il 1º gennaio 1871 e Charleville fu occupata poco dopo. Le scuole erano utilizzate come ospedali e l'anno scolastico avrebbe potuto riprendere soltanto il 23 aprile. Rimbaud non aveva alcuna intenzione di continuare gli studi e il 25 febbraio, venduto l'orologio, prese il treno per Parigi. Nella città affamata dall'assedio vagò per giorni, finché il 10 marzo riprese a piedi la via del ritorno a Charleville. Qui lo raggiunse la notizia che il 18 marzo a Parigi era stata proclamata la Comune. Ne fu felice e decise di ritornare nella capitale. Probabilmente partì da Charleville il 18 aprile e si sarebbe arruolato volontario tra i franchi tiratori della Comune (sebbene sembri strano visto che dalla sua partenza al suo ritorno trascorsero solo 26 giorni). Altro non si sa di questo periodo della sua vita e certamente il 13 maggio Rimbaud era nuovamente a Charleville.

Toulouse-Lautrec Il bordello di rue des Moulins

Alla Comune Rimbaud dedicò tre poesie, Chant de guerre parisien, L'Orgie parisienne ou Paris se repeuple e Les Mains de Jeanne-Marie. Nell'Orgie parisienne, i borghesi che avevano abbandonato Parigi nei giorni della Comune sono tornati da vincitori e dopo i massacri della Semaine sanglante festeggiano a modo loro nella città stremata:

### «Il veggente»

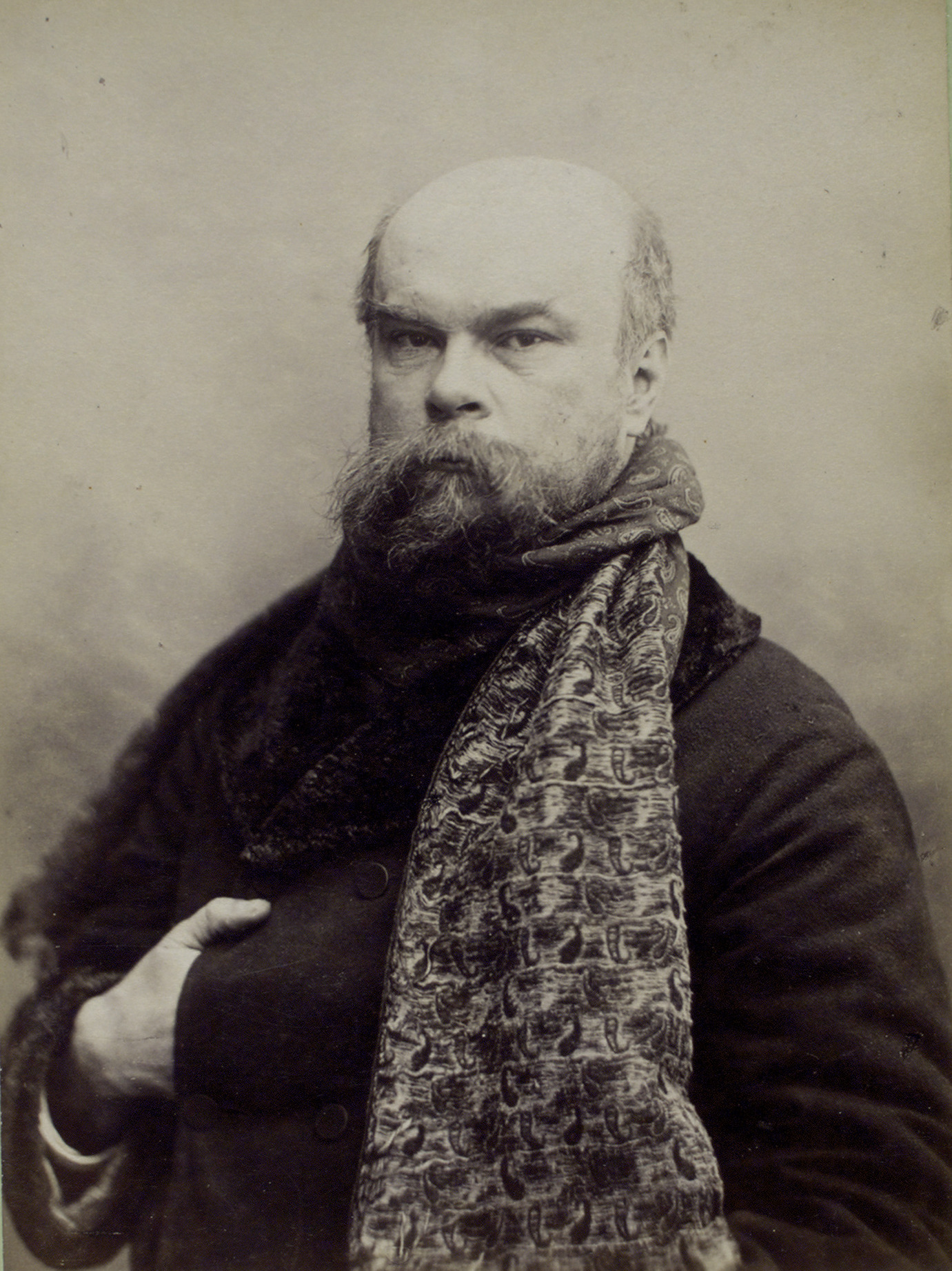
Fotografia di Paul Verlaine

Il 13 maggio scrisse a Izambard: mentre tanti lavoratori stavano morendo nella battaglia di Parigi, Rimbaud si dichiarava in sciopero, o piuttosto, volendo essere un poeta, lavorava per rendersi «veggente». Per ottenere questo risultato occorreva immergersi nelle massime dissolutezze, perché «si tratta di arrivare all'ignoto attraverso la sregolatezza di tutti i sensi». È un concetto ripetuto e sviluppato nella lettera del 15 maggio a Paul Demeny: «Il primo studio dell'uomo che voglia diventare poeta è la conoscenza di sé, intera; egli cerca la sua anima, l'indaga, la tenta, l'apprende. Dal momento che la conosce, deve coltivarla».
Arrivato all'ignoto, il poeta potrà anche impazzire, ma non importa: altri «cominceranno dagli orizzonti» dove lui è caduto. Le sue visioni saranno espresse nella lingua «dell'anima per l'anima», che riassumerà tutto: «profumi, suoni, colori, pensiero che aggancia e tira il pensiero». Si aprirà una nuova era: «Quando sarà spezzata l'infinita schiavitù della donna, quando vivrà per sé stessa e grazie a sé stessa, l'uomo - finora abominevole - le avrà dato il benservito, sarà poeta anche lei! La donna troverà l'ignoto!».
Dopo i Greci, vi sono stati soltanto letterati e versificatori, e Racine, il «divino sciocco», è il loro più puro rappresentante. I primi romantici sono stati veggenti senza rendersene conto, «molto veggenti» i romantici della seconda generazione e Baudelaire è il primo veggente, «un vero Dio», ma la sua forma è «meschina»: la nuova poesia che va alla scoperta dell'ignoto «esige forme nuove». La scuola parnassiana «ha due veggenti, Albert Mérat e Paul Verlaine, un vero poeta».
In un'altra lettera inviata a Demeny il 10 giugno, Rimbaud allegò due nuove poesie, Les Poètes de sept ans e Les Pauvres à l'église, e gli chiese di bruciare le venticinque poesie che gli aveva spedito fino all'ottobre scorso. Demeny non gli diede retta, non già perché attribuisse gran valore a quei componimenti, ma perché quelle «sue prime elucubrazioni» gli sembravano «abbastanza curiose da meritare di essere conservate».
La madre di Arthur, ormai rassegnata a non vederlo continuare gli studi, premeva perché almeno si trovasse un lavoro, gli negava anche gli spiccioli e minacciava di cacciarlo di casa. Lui frequentava la biblioteca pubblica e il caffè, fumando la pipa e facendosi offrire birra e tabacco in cambio della sua conversazione e delle sue poesie. Al café Dutherme conobbe un certo Charles Bretagne, che gli parlò di Verlaine, incontrato tempo prima nella casa del poeta a Fampoux, e gli consigliò di scrivergli, offrendo la propria raccomandazione.

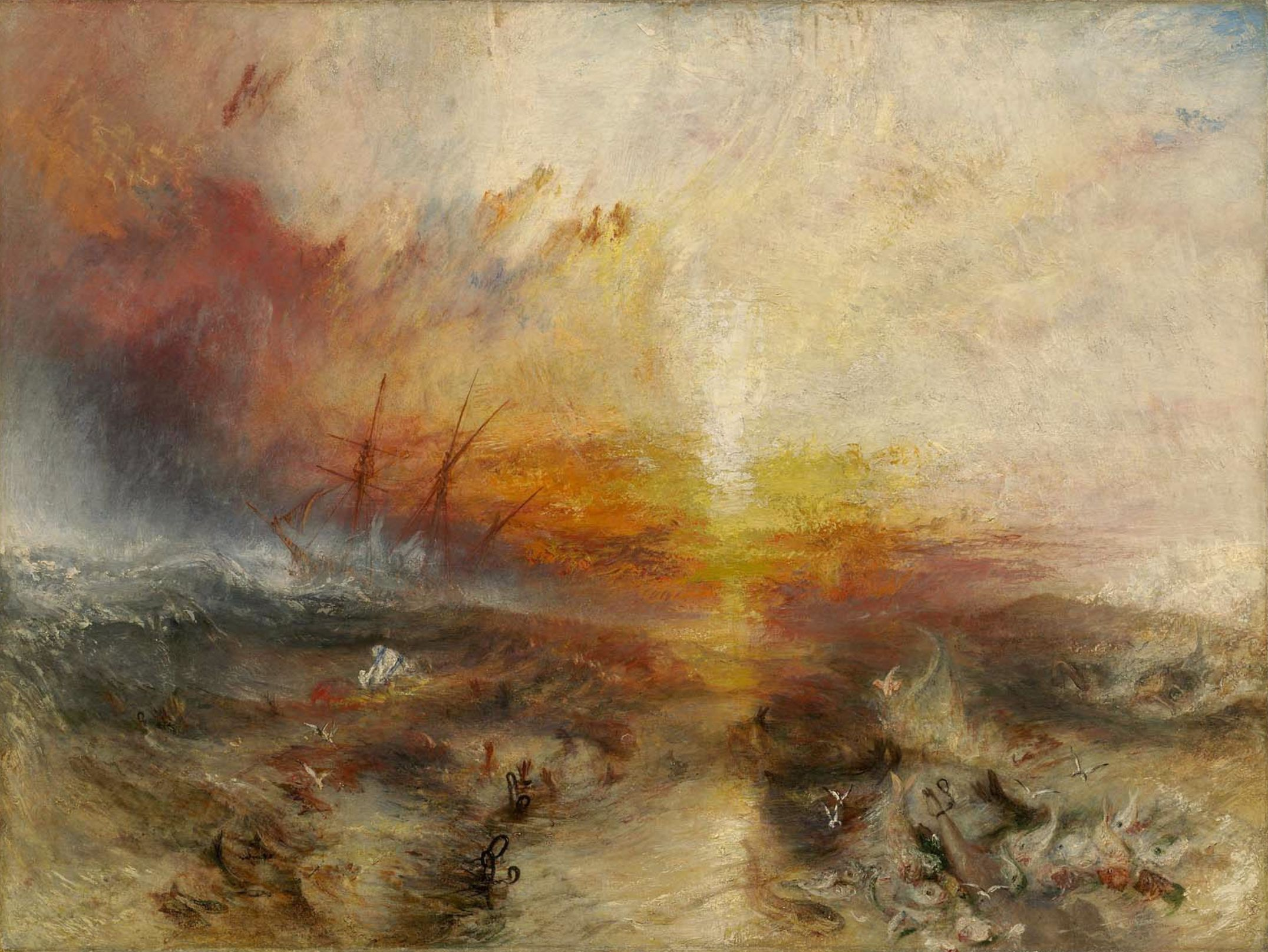
The Slave Ship di William Turner (1840; Boston, Museum of Fine Arts)

Ai primi di settembre Rimbaud scrisse a Verlaine, spedendogli le poesie Les Effarés, Les Assis, Les Douaniers, Accroupissements e Le Coeur volé. Verlaine rimase entusiasta e gli rispose, offrendogli la propria ospitalità e inviandogli un biglietto ferroviario per Parigi. Rimbaud partì con in tasca le visioni del suo capolavoro, Le Bateau ivre:
J'ai vu fermenter les marais énormes, nasses
Où pourrit dans les joncs tout un Léviathan!
Des écroulements d'eaux au milieu des bonaces,
Et les lointains vers les gouffres cataractant!
Glaciers, soleils d'argent, flots nacreux, cieux de braises!

Echouages hideux au fond des golfes bruns
Où les serpents géants dévorés des punaises
Choient, des arbres tordus, avec de noirs parfums!

### A Parigi

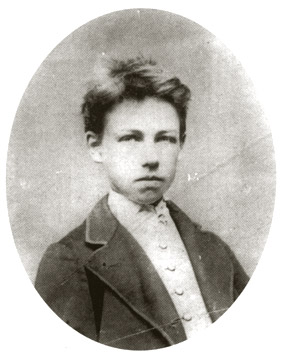
Arthur Rimbaud immortalato da Étienne Carjat nell'ottobre 1871 (la foto viene da taluni datata al 1869)

Arrivato a Parigi il 24 settembre, Rimbaud fu ospitato nella casa dei suoceri di Verlaine a Montmartre, in rue Nicolet, dove il poeta, alcolista e con alcune esperienze omosessuali nel recente passato, viveva allora con la moglie Mathilde Mauté de Fleurville (1853-1914), in avanzata attesa del loro primo figlio. Il 30 settembre Verlaine lo presentò ai Vilains Bonshommes, un circolo di poeti parnassiani. Rimbaud impressionò gli astanti: per Léon Valade, quel «poeta terrificante» dalla faccia da bambino, «selvaggio più che timido», affascinava o spaventava «con i suoi stupefacenti poteri e la sua depravazione», per Ernest d'Hervilly era «Gesù tra i dottori», per un altro «il diavolo», e dunque, meglio, «il diavolo tra i dottori».
Tra i frequentatori dei Vilains Bonshommes era il fotografo Étienne Carjat, che gli fece due ritratti. Come a voler mettere in rilievo la controversa personalità del giovanissimo poeta, in uno - il più noto dell'iconografia - Carjat presenta un Rimbaud dall'aspetto già adulto, i cui occhi chiarissimi guardano l'orizzonte, mentre nell'altro rivela un Rimbaud dall'aspetto ancora infantile, che guarda quasi imbronciato l'obiettivo.
L'autorevole Théodore de Banville, l'autore del Petit traité de poésie française, al quale Rimbaud aveva ricordato le insufficienze del verso alessandrino, gli mise a disposizione una soffitta quando l'imminente arrivo del suocero fece ritenere più prudente a Verlaine allontanarlo da casa: già suo cognato Charles de Sivry aveva trovato Rimbaud «un ignobile, vizioso, disgustoso, indecente piccolo scolaro». Non si comportò meglio de Banville e a metà ottobre si trasferì dal poeta e fotografo Charles Cros, altro amico di Verlaine, ma dopo due settimane, proprio quando era nato Georges, il figlio di Verlaine, scomparve.
Passò diversi giorni di vagabondaggio solitario per le strade di Parigi, cercando di mantenersi vendendo portachiavi agli angoli delle vie e offrendo ai giornali articoli che gli furono rifiutati. Poi si sistemò all'Hôtel des Étrangers, in boulevard Saint-Michel, dove un gruppo di artisti bohémiens aveva affittato uno stanzone. Chiamati Zutistes, mettevano in ridicolo le poesie dei parnassiani. Di questi poeti resta un album al quale collaborò anche Rimbaud, l'Album zutique, che raccoglie disegni satirici e poesie scherzose e oscene, soprattutto parodie di versi di Coppée. Tra gli Zutistes, vi era anche il musicista Ernest Cabaner, che si guadagnava da vivere suonando il pianoforte in un café. La sua teoria, secondo la quale alle note musicali corrispondevano una vocale e un colore particolare, fu utilizzata da Rimbaud nella poesia Voyelles:
Una relazione colore-musica era già stata indicata da Voltaire nel 1738 nei suoi Éléments de la philosophie de Newton e dal padre Castel nel 1740 nell'Optique des couleurs, mentre Baudelaire nel Salon de 1846 aveva affrontato l'analogia tra colori, suoni e profumi, ripresa ancora nel sonetto Correspondances. Ma Rimbaud si limita a indicare una corrispondenza tra vocali e colori, che potrebbe essergli stata semplicemente suggerita dagli abecedari del tempo, che illustravano le lettere dell'alfabeto con diversi colori e, secondo la testimonianza di Verlaine, nella realtà Rimbaud «se ne infischiava se A fosse rossa o verde».

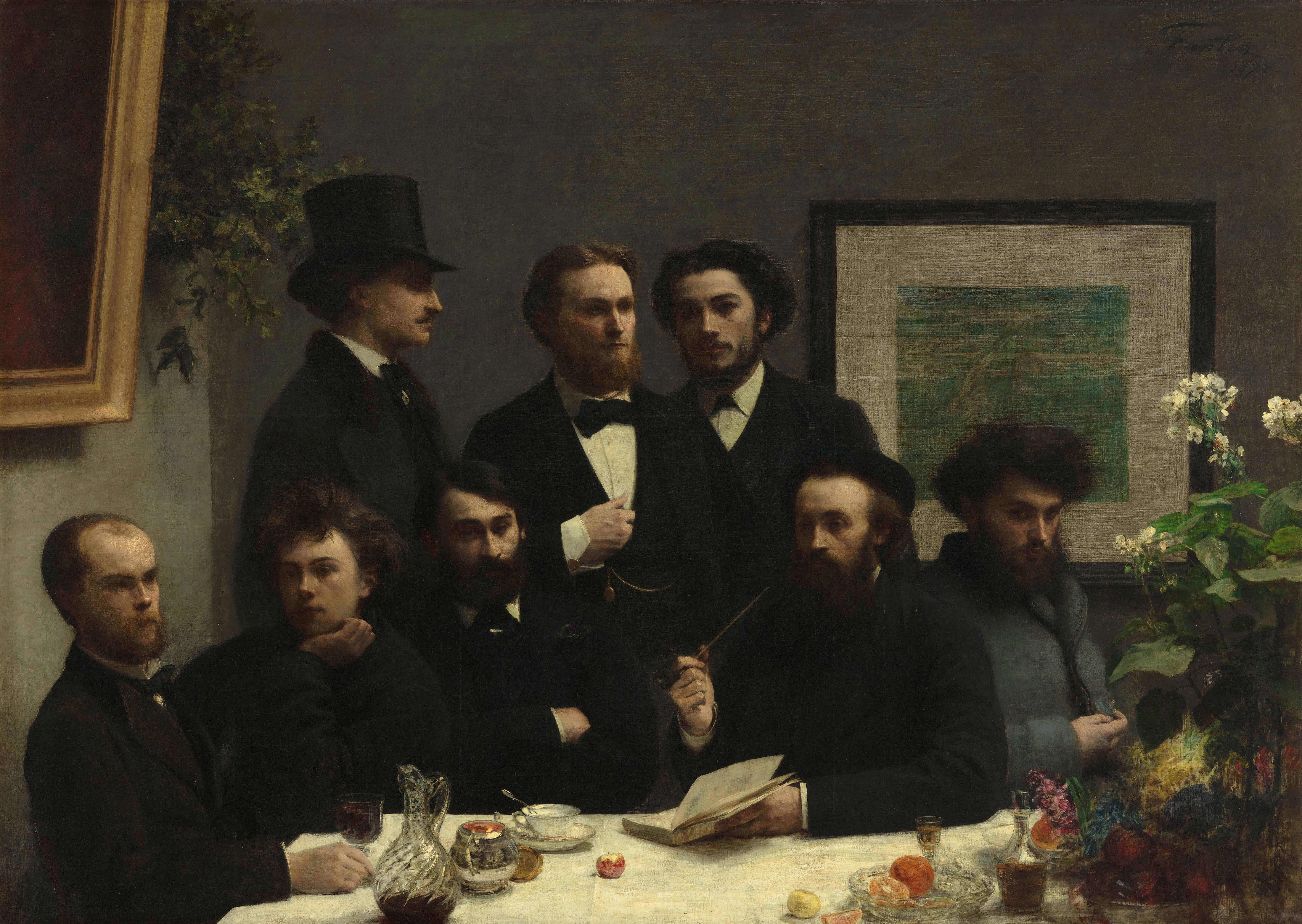
Henri Fantin-Latour Coin de table. Da sinistra, seduti: Paul Verlaine, Arthur Rimbaud, Léon Valade, Ernest d'Hervilly e Camille Pelletan. In piedi: Elzéar Bonnier, Emile Blémont e Jean Aicard.

Verlaine ritrovò Rimbaud all'Hôtel des Étrangers. Il 15 novembre si fecero vedere abbracciati nel foyer dell'Odéon, dove si recitava L'Abandonnée di Coppée e il giorno dopo Rimbaud apparve per la prima volta agli onori della cronaca: «Paul Verlaine stava a braccetto con un'affascinante signorina, Mlle Rimbaut [sic]». L'autore dell'articolo anonimo era Edmond Lepelletier, amante e futuro biografo di Verlaine, un giornalista omosessuale che, geloso di Rimbaud, arrivò a definirlo «un ragazzo sulla via del riformatorio».
I due poeti non nascondevano la loro relazione e Rimbaud ne descriveva pubblicamente i particolari. Un'esplicita dichiarazione è anche il Sonnet du trou du cul, scritto a due mani da Verlaine e Rimbaud parodiando L'Idole di Albert Mérat. Quest'ultimo rifiutò di comparire con loro nel quadro di Fantin-Latour che li ritrae con altri poeti, e il pittore lo sostituì con un vaso di fiori.
Chiuso il circolo degli Zutistes, nel gennaio del 1872 Rimbaud andò ad abitare insieme con il giovane pittore Jean-Louis Forain in una soffitta di rue Campagne-Première, a Montparnasse. Quell'inverno Rimbaud accompagnò spesso al Louvre il pittore che vi copiava i capolavori, non perché fosse interessato alla pittura, ma semplicemente perché il museo era ben riscaldato. Infatti, come riferisce Forain, Rimbaud non nascondeva il suo disprezzo per la pittura figurativa, e si augurava una sua completa trasformazione nel senso dell'astrazione: «Noi strapperemo la pittura alla sua vecchia abitudine di ricopiare e le conferiremo sovranità. Il mondo materiale non sarà nient'altro che un mezzo per evocare impressioni estetiche. I pittori non replicheranno più oggetti. Le emozioni saranno create con linee, colori e schemi presi dal mondo fisico, semplificato e sottomesso». Rimbaud stesso conferma di aver trovato «degne di derisione le celebrità della pittura e della poesia moderna».
Verlaine e Rimbaud continuarono a frequentarsi, spesso ubriachi. Il 2 marzo 1872, in uno dei consueti pranzi dei Vilains Bonshommes seguiti dalla lettura delle poesie dei convitati, Rimbaud prese a deridere Auguste Creissels mentre questi recitava il suo Sonnet du combat. Invitato a smetterla da Carjat, aggredì il fotografo con una canne-epée, un bastone munito di una lama, senza tuttavia ferirlo. Fu messo al bando dal circolo e fece ritorno a Charleville.
Forse qui scrisse una delle sue più belle e complesse poesie, Mémoire. Davanti alla Mosa, «corrente d'oro in cammino» che «muove le braccia d'erba nere, grevi e molli», scorrono e si sovrappongono le immagini del passato. Sulla riva è ritta una signora, dei bambini leggono un libro nel verde fiorito, «lui» - il padre, il poeta stesso, il sole? - «come mille angeli bianchi che si separano sulla strada», s'allontana oltre la montagna e l'acqua del fiume - o la donna? - corre «fredda e nera dopo la partenza dell'uomo».

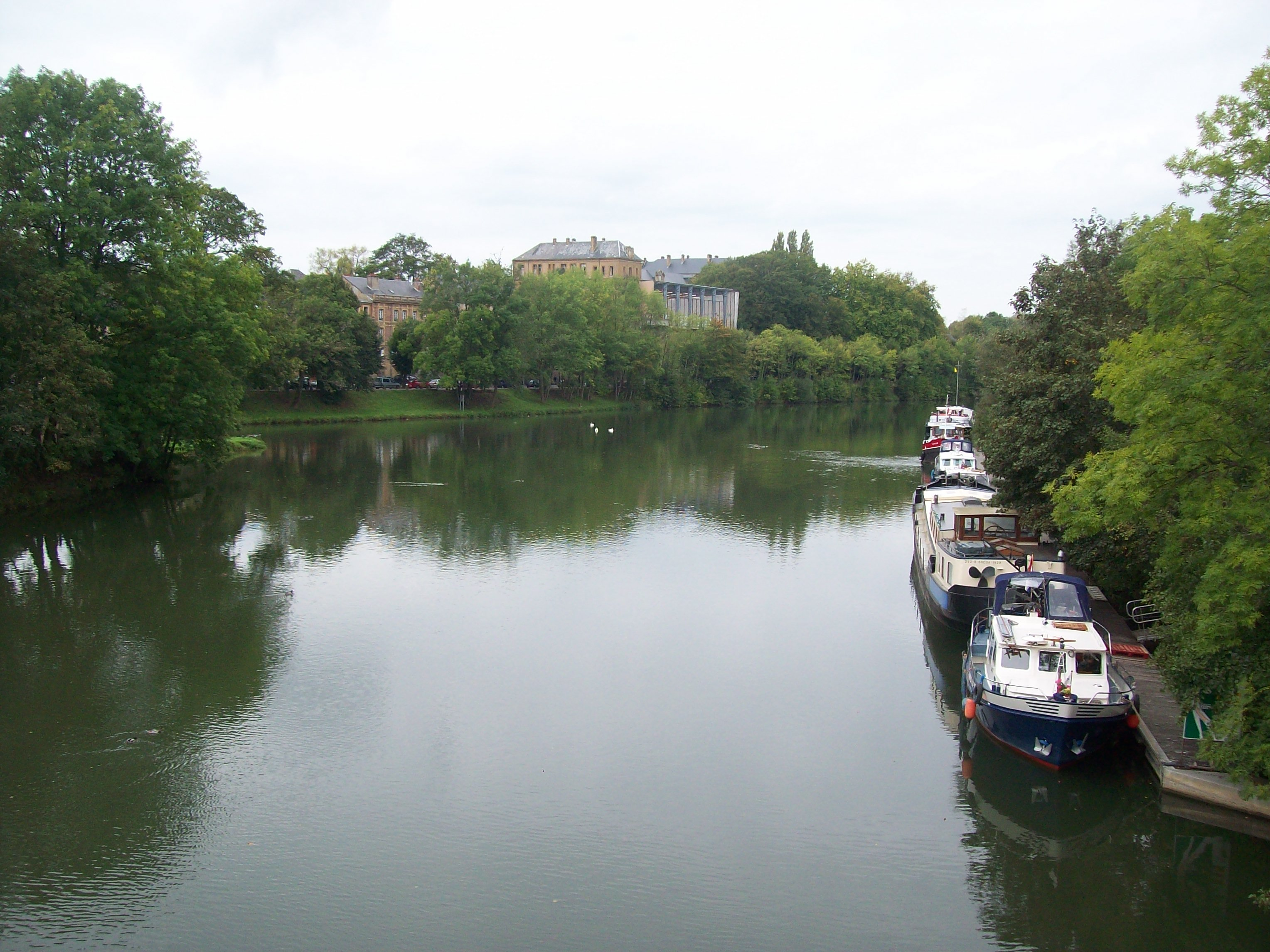
La Mosa a Charleville-Mézières

Lui, Rimbaud, vittima di quell'«occhio d'acqua cupa», non può scegliere e non può evadere. Diversamente dal Bateau ivre, egli è una barca immobile, ancorata a chissà quale fondo di fango:
Verlaine e Rimbaud si tenevano in contatto. Il 2 aprile Verlaine gli scriveva: «Amami, proteggimi e dammi fiducia. Essendo molto debole, ho molto bisogno della tua bontà». Rimbaud tornò a Parigi alla fine di maggio, alloggiò in tre modesti alberghi diversi e infine, insofferente dell'afa di Parigi, decise di partire per il Belgio. Per strada incontrò casualmente Verlaine, che lo seguì senza dir nulla alla moglie. Il 10 luglio passarono clandestinamente la frontiera a Pussemange.

### I due fuggiaschi

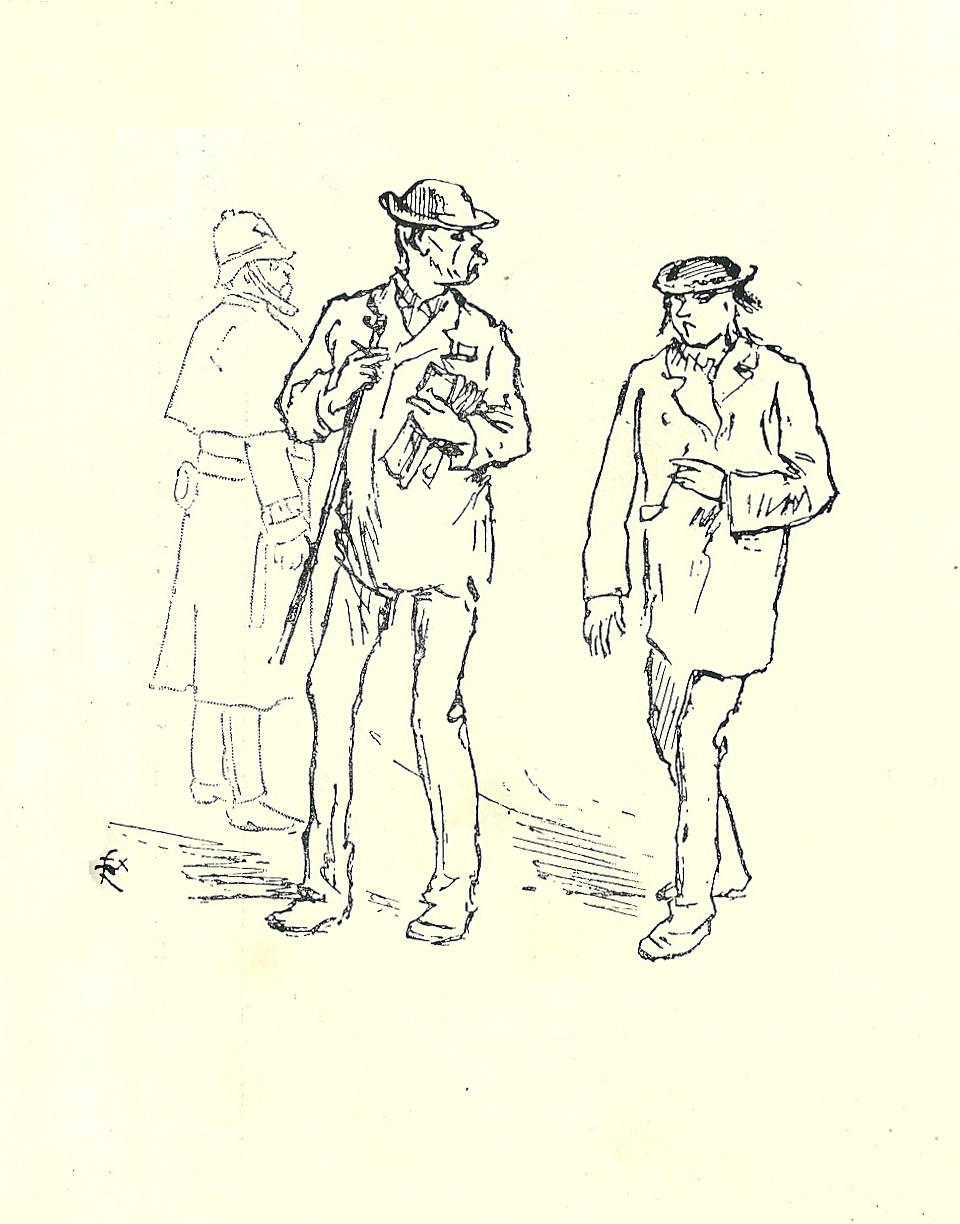
Verlaine e Rimbaud a Londra di Félix Régamey

Dopo un lungo vagabondaggio, arrivarono a Bruxelles, dove frequentarono la numerosa colonia dei comunardi lì emigrati, tutti sorvegliati dalla polizia belga e dai servizi francesi. Verlaine, spesso incerto sulle sue decisioni, scrisse alla madre e alla moglie, chiedendo loro di raggiungerlo. Il 21 luglio 1872 le due donne lo incontrarono a Bruxelles contando di riportarlo a casa, ma all'ultimo momento Verlaine cambiò idea, scendendo precipitosamente dal treno in partenza per la Francia.
Il 6 agosto Rimbaud e Verlaine lasciarono Bruxelles e dopo un nuovo girovagare nel Nord del Belgio, il 7 settembre raggiunsero Ostenda, dove per la prima volta Rimbaud vide il mare. Imbarcatisi per l'Inghilterra, il 10 settembre erano a Londra, altra città che accoglieva molti rifugiati della Comune. Su indicazione del pittore Félix Régamey andarono ad abitare nella stanza appena lasciata libera da Eugène Vermersch in Howland Street, a Soho.
Sempre sorvegliati dalla polizia, entrarono a far parte del socialista Cercle d'Études sociales, dove conobbero, tra gli altri, Camille Barrère, Lissagaray e Jules Andrieu, due protagonisti e storici della Comune, e si mantennero traducendo in francese lettere commerciali per conto di quotidiani americani. Verlaine era molto impegnato a una nuova raccolta di poesie, Rimbaud scoprì l'opera di Poe. A Rimbaud, Londra piaceva: città moderna, «salvata da tutto il gusto ritrito negli addobbi», non vi si trovava «traccia di monumenti alla superstizione» e tanto la morale quanto la lingua erano «ridotte alla loro più semplice espressione».
A metà dicembre Rimbaud tornò in Francia per passare le feste di Natale con la famiglia. Verlaine, depresso per la lontananza dell'amico-amante, si ammalò e fu raggiunto dalla madre, che spedì a Rimbaud il denaro per il viaggio di ritorno in Inghilterra. A metà gennaio Rimbaud era di nuovo a Londra. Il 25 marzo 1873, dichiarando di avere 21 anni, ottenne la tessera d'ingresso alla biblioteca del British Museum e divenne un assiduo frequentatore della sala di lettura del Museo.
Per pochi giorni, però: il 3 aprile Verlaine partì improvvisamente per stabilirsi da una zia a Jehonville, in Belgio, e trovare un accordo con la moglie Mathilde. Qualche giorno dopo anche Rimbaud lasciò Londra e l'11 aprile, venerdì di Pasqua, si presentò a Roche, nella fattoria di madame Rimbaud: «La giornata passò nell'intimità della famiglia» - ricorda la sorella Vitalie - «e a visitare la proprietà che Arthur non conosceva quasi per nulla». In questo periodo iniziò a scrivere Une saison en enfer.
Rimbaud fu raggiunto da una lettera di Verlaine che il 18 maggio, da Bouillon, chiedeva d'incontrarlo, dopo che i suoi tentativi di riconciliarsi con la moglie erano falliti. Così, il 26 maggio, i due poeti s'imbarcarono nuovamente da Anversa per l'Inghilterra. A Londra si stabilirono in un appartamento di Great College Street, nel quartiere di Camden Town, dove diedero qualche lezione privata di francese.

### Derniers vers
Con il titolo di Derniers vers (Ultimi versi) si raccolgono diciannove poesie scritte da Rimbaud nel suoi diversi periodi di associazione con Verlaine, praticando il metodo della voyance e coltivando le «allucinazioni», secondo quanto egli stesso c'informa nella Saison en enfer. Dodici di esse furono composte dal maggio all'agosto 1872, le altre non sono datate e dovrebbero essere successive.

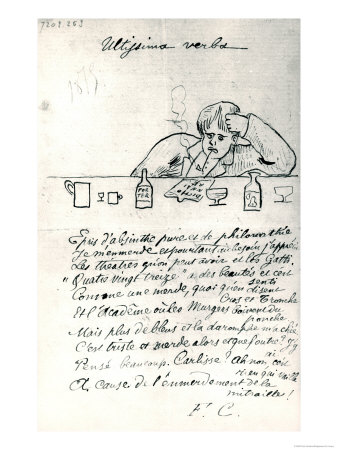
Rimbaud ritratto da Verlaine

Una parte dei Derniers vers segnano una rottura con l'opera precedente. Come scrive Verlaine, Rimbaud lavorò «nel naïf, nell'espressione semplicissima, usando solo assonanze, parole vaghe, frasi infantili o popolari. Compì così prodigi di tenuità, di vero sfumato, di un delizioso quasi inapprezzabile a forza di essere gracile ed esile». Un esempio evidente è L'Éternité:
o anche Ô saisons, ô châteaux!:
La critica è divisa su a chi attribuire il merito di aver aperto la strada a questo genere di poesia che i due poeti coltivarono nello stesso periodo. Le Romances sans paroles di Verlaine furono pubblicate nel 1874 ma già nel 1872 egli aveva scritto le Ariettes oubliées. Certamente il verso semplice e musicale è più congeniale a Verlaine e può darsi che Rimbaud ne abbia preso ispirazione nella sua ricerca di nuove forme espressive. Del resto, nella Saison en enfer, tra gli «errori» che Rimbaud denuncia essergli stati «sussurrati all'orecchio», figurano anche «le musiche ingenue».

### Il ferimento di Rimbaud

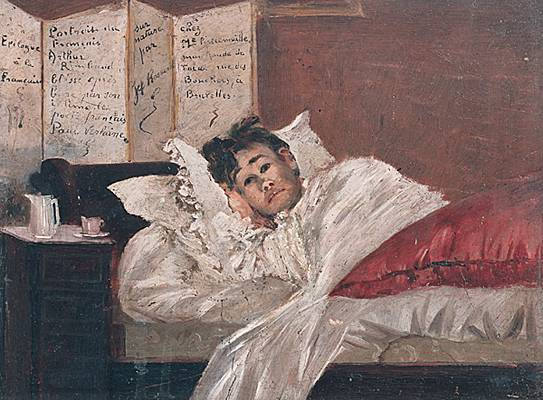
Jef Rosman Épilogue à la française. Rosman, pittore dilettante, rappresenta Rimbaud convalescente a Bruxelles.

La loro convivenza, costellata da continui litigi, si fece insostenibile. Il 3 luglio 1873 Verlaine abbandonò improvvisamente Londra per il Belgio, lasciando Rimbaud senza un soldo. Scrisse a Rimbaud, all'amico Lepelletier e a madame Rimbaud di essere deciso a uccidersi se sua moglie non fosse tornata con lui. L'8 luglio fu raggiunto da Rimbaud nell'albergo di Bruxelles dove si era stabilito con la madre. La mattina del 9 luglio Verlaine acquistò pistola e munizioni e in piena notte, quando Rimbaud lo informò di voler partire per Parigi, scoppiò un nuovo alterco. Presa la pistola, Verlaine sparò due colpi contro Rimbaud, che fu ferito da un proiettile al polso sinistro.
Accompagnato dai Verlaine, Rimbaud si fece medicare in ospedale. Tornati poi in albergo, Rimbaud fece i bagagli e a sera tutti s'incamminarono verso la stazione. Improvvisamente Verlaine, che non smetteva di implorare Rimbaud di restare, sembrò voler afferrare nuovamente l'arma. Rimbaud fuggì via: trovato un poliziotto, fece arrestare Verlaine.
Rimbaud fu ricoverato per nove giorni in ospedale, dove fu interrogato: attenuò le responsabilità di Verlaine e ritirò la denuncia. Dimesso il 19 luglio, si trattenne ancora qualche giorno in una pensione, dove fu ritratto da un pittore dilettante, Jef Rosman, e finalmente fece ritorno nella fattoria materna di Roche. L'omosessualità e le opinioni politiche di Verlaine pesarono negativamente sul giudizio dei giudici, che l'8 agosto lo condannarono a due anni di prigione da scontare nel carcere di Mons. Per buona condotta, ne uscì dopo diciotto mesi di detenzione il 16 gennaio del 1875.

### Une saison en enfer

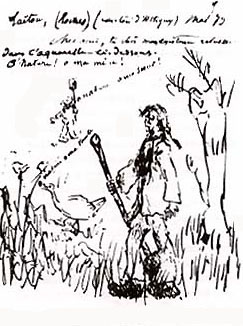
Nella lettera a Delahaye del maggio 1873 Rimbaud si rappresenta come un contadino della fattoria materna

Rimbaud aveva iniziato a scrivere Une saison en enfer nell'aprile precedente, quando si trovava ancora a Roche. Lo aveva comunicato in maggio con una lettera a Delahaye: «Lavoro abbastanza regolarmente, faccio delle piccole storie in prosa, titolo generale: Libro pagano, o Libro negro. È stupido e innocente. La mia sorte dipende da questo libro, per il quale devo ancora inventare una mezza dozzina di storie atroci». Aveva continuato a lavorarvi a Londra e finì l'opera dopo il suo ritorno a casa: il manoscritto è datato «aprile-agosto, 1873».
La madre gli anticipò il denaro per la pubblicazione, che fu stampata in ottobre a Bruxelles dalla tipografia Jacques Poot e C.ie. Rimbaud ne diede una copia a Delahaye, un'altra a Ernest Millot, un amico di Charleville, tre le inviò a Parigi, per Forain e per i giovani poeti Raoul Ponchon e Jean Richepin, un altro esemplare lo portò a Mons per Verlaine, lasciandolo alla portineria del carcere. Non avendo poi saldato il conto con l'editore, 500 copie rimasero in magazzino, dove furono scoperte soltanto nel 1901 dall'erudito belga Léon Losseau.
L'«inferno» è la società occidentale cristianizzata nella quale Rimbaud si trova a vivere, e Une saison en enfer è il racconto del suo tentativo di uscirne. All'originaria condizione barbarica e pagana, alla condizione primitiva del buon selvaggio di Rousseau, libero e innocente, che ignora la civiltà industriale e il cristianesimo, l'arrivo dei colonizzatori bianchi con il loro canon, ha imposto con la forza la loro organizzazione sociale, le loro leggi, i loro costumi, la loro religione, la guerra e il lavoro.
Così Rimbaud si trova precipitato nell'inferno: «Credo di essere in inferno, dunque ci sono. È l'adempimento del catechismo. Sono schiavo del mio battesimo». Egli si separa dal cristianesimo: «non sarei più capace di chiedere il conforto d'una legnata. Non credo di essermi imbarcato per uno sposalizio, con Gesù Cristo per suocero», ma questo non significa ancora l'uscita dall'inferno, tanto più che monsieur Proudhomme – il borghese conformista e filisteo – «è nato insieme a Cristo».

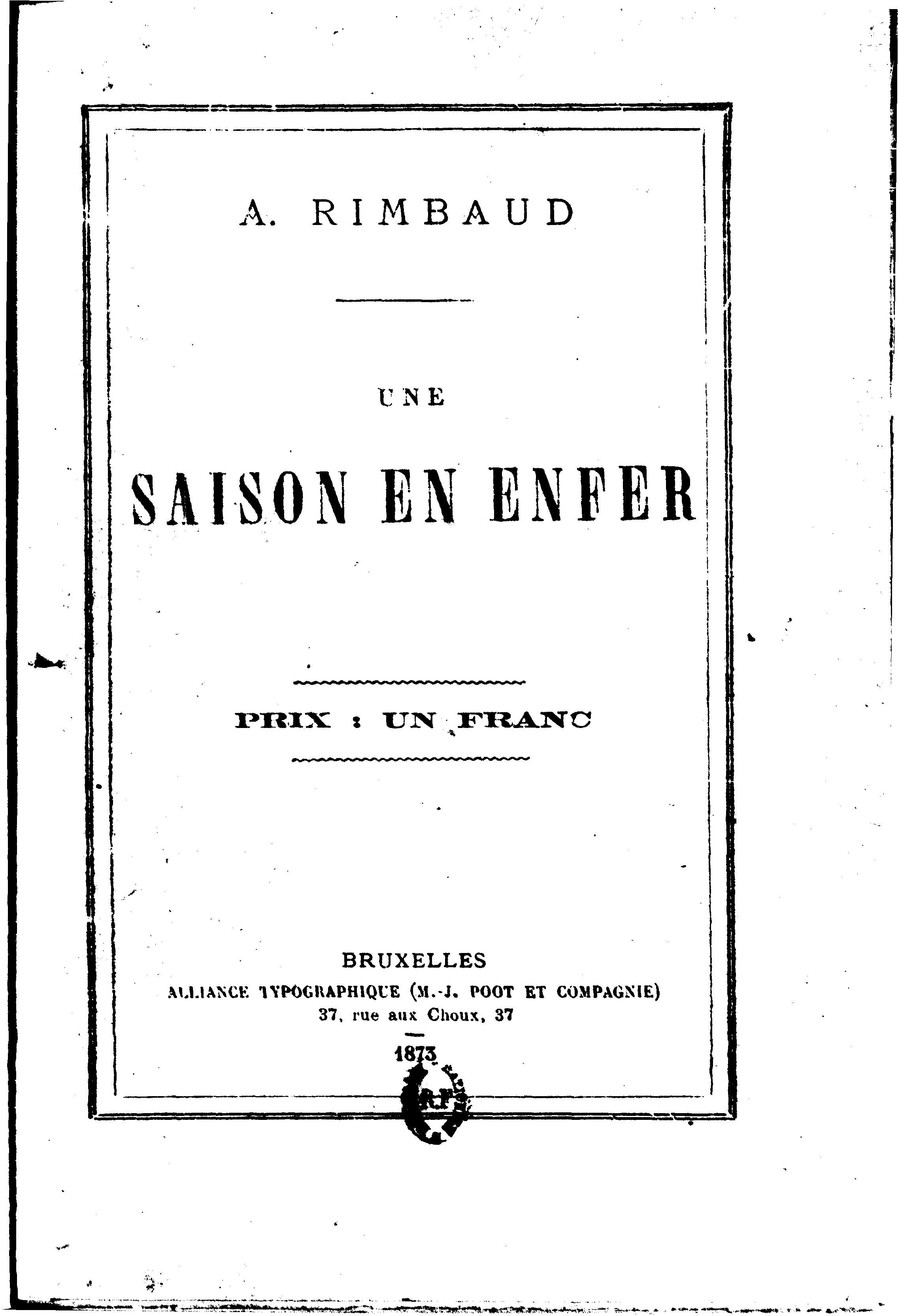
Prima edizione della Saison en enfer, ottobre 1873

Alla sua stagione infernale appartiene anche «lo strano ménage» vissuto con Verlaine, definito «la Vergine folle» dall'«esistenza scialba e vile», al quale Rimbaud fa dire la propria volontà di evasione dalla realtà e la ricerca dei «segreti» che possono «cambiare la vita». Non esisteva però nessun segreto, ma si trattava d'inventare un nuovo linguaggio, con il quale rappresentare un mondo diverso. Era questo un ulteriore tentativo di uscire dall'«inferno», modificando la realtà mediante il linguaggio.
Le pagine della Saison en enfer dedicate a questa «follia» sono significativamente intitolate Alchimie du Verbe:
Tutta la sua poetica del veggente è ora ripudiata: «È finita. Oggi so salutare la bellezza», ossia la poesia di Baudelaire e dei parnassiani. Nell'abbozzo della Saison Rimbaud è ancora più esplicito: «Ora odio gli slanci mistici e le bizzarrie di stile. Ora posso dire che l'arte è una sciocchezza», che non è però un addio alla letteratura, ma a quella forma di letteratura.
Il «malessere» di Rimbaud proviene dal suo vivere in una società occidentale, e dalle «paludi dell'Occidente» non si esce mutando linguaggio o fingendo di vivere altrove, in un Oriente puramente mentale. È inutile sognare «amori mostruosi e universi fantastici, lagnandoci e disapprovando le apparenze del mondo», è stato inutile «inventare nuovi fiori, nuovi astri, carni nuove, lingue nuove», illudersi di «poter acquisire poteri soprannaturali». Forse un giorno si potrà «salutare la nascita del nuovo lavoro, la saggezza nuova, la fuga dei tiranni e dei demoni, la fine della superstizione».
Preso atto della «rugosa realtà», lasciati alle spalle ricordi, rimpianti e vecchie menzogne, consapevole che «bisogna essere assolutamente moderni», Rimbaud può guardare e procedere in avanti, senza intonare «cantici» e mantenendo «il passo conquistato», in solitudine e certo di «possedere la verità in un'anima e un corpo».

### Nuovi viaggi

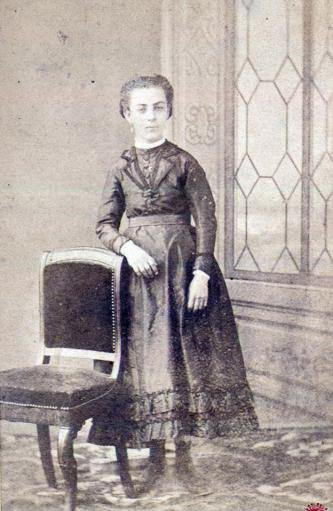
Vitalie Rimbaud, 1873

A novembre, Rimbaud fu a Parigi dove, conoscendo lo scandalo di Bruxelles, tutti i vecchi conoscenti gli voltarono le spalle, tranne Germain Nouveau, un giovane poeta suo ammiratore. Si accordarono per partire insieme per Londra nella primavera successiva. Rimbaud passò l'inverno a Charleville, poi alla fine del marzo del 1874 si stabilì con Nouveau a pensione dalla famiglia Stephens, in Stamford Street. Frequentarono la sala di lettura del British Museum, lavorarono per un mese come operai di una fabbrica di scatole di cartone, cercarono di insegnare francese. In giugno, Nouveau preferì tornare in Francia. Ammalatosi, Rimbaud chiese alla madre di raggiungerlo e il 6 luglio madame Rimbaud e la sorella Vitalie si stabilirono con lui in una pensione di Argyle square.
I suoi familiari tornarono a Charleville il 31 luglio, quando egli sembrò aver trovato lavoro fuori Londra, forse a Scarborough. A novembre era a Reading, insegnante di francese in una scuola privata, ma già il 29 dicembre Rimbaud faceva ritorno a Charleville. Il 13 febbraio 1875, intenzionato ad apprendere il tedesco, partì a piedi per Stoccarda, dove alla fine di febbraio ricevette la visita di Verlaine: «Verlaine è arrivato qui l'altro giorno» - scrisse a Delahaye - «con un rosario tra le dita. Tre ore dopo aveva rinnegato il suo dio e fatto sanguinare le 98 piaghe di N. S. È rimasto due giorni e mezzo, molto ragionevole, e alle mie rimostranze se ne è tornato a Parigi». Fu il loro ultimo incontro, durante il quale Rimbaud consegnò a Verlaine i manoscritti delle Illuminations, i poemetti in prosa che sono la sua ultima fatica letteraria. Saranno pubblicati a sua insaputa nel 1886.
In maggio era nuovamente in viaggio. Partito da Stoccarda, attraversò in treno la Svizzera, poi a piedi si diresse in Italia e valicando il San Gottardo raggiunse Milano, dove fu ospite per qualche settimana in casa di una vedova a piazza del Duomo. Si diresse poi, sempre a piedi, in Toscana e a Livorno lavorò come scaricatore al porto. A giugno, mentre era in cammino verso Siena, ebbe un malore a causa di un'insolazione, e il 15 giugno il console francese a Livorno provvide a rispedirlo in Francia. A Marsiglia fu ancora ricoverato in ospedale e poi si offrì volontario tra le truppe carliste, probabilmente al solo scopo di raggiungere la Spagna, ma cambiò idea e in ottobre era a Charleville. Qui, il 18 dicembre, morì a soli 17 anni la sorella Vitalie.
Con l'arrivo della bella stagione, Rimbaud si sentì pronto per nuovi viaggi. Questa volta aveva per meta Vienna, da dove avrebbe proseguito per il Mar Nero. Raggiunse la capitale austriaca ai primi di aprile del 1876, ma fu derubato e avendo denunciato alla polizia di essere rimasto senza denaro, fu espulso come vagabondo. Passò in Baviera e di qui raggiunse Strasburgo, poi a piedi percorse i 300 chilometri che lo separavano da Charleville.
A maggio partì per il Belgio e presso il consolato olandese di Bruxelles fece domanda di entrare per sei anni nelle milizie coloniali destinate all'isola di Giava. Giudicato idoneo, fu arruolato a Harderwijk. Il 10 giugno la nave con più di duecento reclute salpò da Den Helder, toccando Southampton, Gibilterra, Napoli, Aden, Sumatra e attraccando finalmente il 20 luglio a Batavia. Il 3 agosto il reggimento di Rimbaud raggiungeva Salatiga, località situata nel centro dell'isola, nel mezzo della foresta tropicale. Il 15 agosto Rimbaud disertò. Eluse le ricerche, il 30 agosto s'imbarcò sotto falso nome a Samarang in un mercantile britannico diretto a Queenstown, in Irlanda, doppiando il Capo di Buona Speranza. Il 6 dicembre Rimbaud sbarcò a Queenstown e via Liverpool, Londra, Dieppe e Parigi, il 9 dicembre era nuovamente a casa.

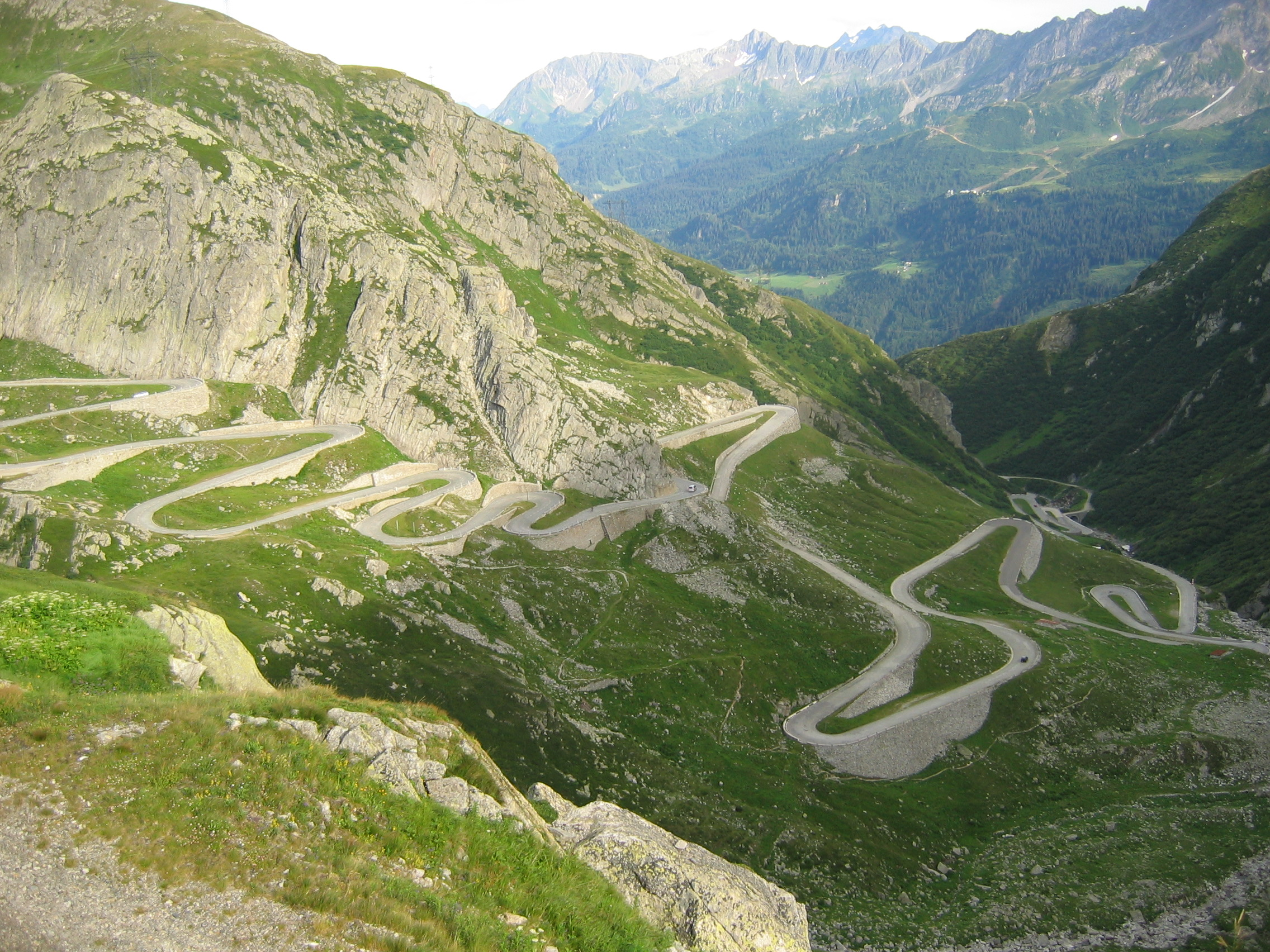
Il valico del San Gottardo

Il 14 maggio 1877 Rimbaud si trovava a Brema, dove fece inutilmente domanda di arruolamento nella Marina degli Stati Uniti. Un mese dopo s'impiegò ad Amburgo nel circo Loisset, facendo da interprete e vendendo i biglietti d'ingresso. Seguì il circo itinerante a Copenaghen e lo lasciò a Stoccolma. Qui fece qualche lavoro occasionale e presto rimase senza un soldo. Il console francese provvide a rimandarlo in Francia: sbarcato a Le Havre, a settembre raggiunse a piedi Charleville, ma da qui sarebbe nuovamente partito per Marsiglia con l'intenzione di raggiungere per mare Alessandria d'Egitto. Ammalatosi però durante la traversata, sarebbe sbarcato a Civitavecchia, visitando poi Roma e facendo finalmente ritorno a Charleville.
I primi mesi del 1878 furono passati a studiare matematica nella nuova casa che la madre aveva comprato a Saint-Laurent, con l'intenzione di prendere il baccalauréat in scienze, mentre l'estate fu trascorsa nei lavori dei campi a Roche. Poi, il 20 ottobre, appena compiuti 24 anni, l'homme aux semelles de vent, come lo chiamava Verlaine, si rimise in viaggio verso sud. Passò per Nancy e attraversò i Vosgi, superò la frontiera svizzera e a piedi valicò il San Gottardo, dove erano in corso i lavori per il traforo, raggiunse Lugano e costeggiò il lago di Como, dirigendosi a Milano e poi a Genova. Da qui spedì il 17 novembre - quel giorno moriva suo padre a Digione - una lettera ai famigliari con il resoconto del suo viaggio. Il 18 novembre salpò per Alessandria d'Egitto.
Ad Alessandria s'impiegò in un'impresa di costruzioni inglese che il 16 dicembre lo inviò a Cipro, quale responsabile dei lavori in una cava di pietre presso il villaggio di Potamos. Il 28 maggio 1879 contrasse la febbre tifoide e fece ritorno a Roche. All'amico Delahaye che lo visitò e gli chiese se scrivesse ancora, Rimbaud diede la celebre e semplice risposta: «Io non penso più a questo». Tornato a Cipro nell'aprile del 1880, ottenne dalle autorità inglesi l'incarico di sorvegliante dei lavori di costruzione della nuova residenza del governatore sui monti Troodos. A giugno, a causa di un oscuro incidente sul lavoro, che costò la vita a un operaio, abbandonò precipitosamente il cantiere e s'imbarcò per l'Egitto.

### In Africa
(A. Rimbaud, Une Saison en enfer. Mauvais sang.)

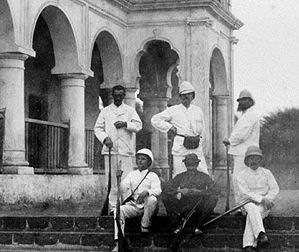
Rimbaud, in piedi a sinistra, presso Aden

Per due mesi Rimbaud, attraversato il canale di Suez, si aggirò nelle due coste del Mar Rosso in cerca di lavoro: prima a Gedda, poi a Suakin, dove si concentravano le carovane giunte dal Sudan, poi più a sud, a Massaua, non ancora colonia italiana, infine sull'opposta riva, a Al-Hudayda, nello Yemen, dove cadde malato. Conobbe però un francese di nome Trébuchet, che lo raccomandò a una compagnia francese d'importazione ed esportazione di caffè con sede ad Aden. Qui Rimbaud giunse a metà agosto, e fu assunto dal colonnello François Dubar, socio con Alfred Bardey, il fratello di questi Pierre e Daniel Pinchard dell'impresa Mazeran, Viannay e Bardey, come caporeparto del gruppo di donne - per lo più indiane - addette alla selezione e all'imballaggio del caffè.
Aveva vitto e alloggio, ma la paga era misera: «siccome sono l'unico impiegato un po' intelligente di Aden, alla fine del mio secondo mese qui, il 16 ottobre, se non mi danno duecento franchi al mese, oltre a tutte le spese, me ne andrò. Preferisco partire che farmi sfruttare» - si lamentava con la famiglia il 28 settembre 1880. Anche il luogo era inospitale: «Non c'è neanche un albero qui, nemmeno secco, nessun filo d'erba […] nemmeno una goccia d'acqua dolce. Aden è un cratere di vulcano spento e riempito sul fondo dalla sabbia del mare».

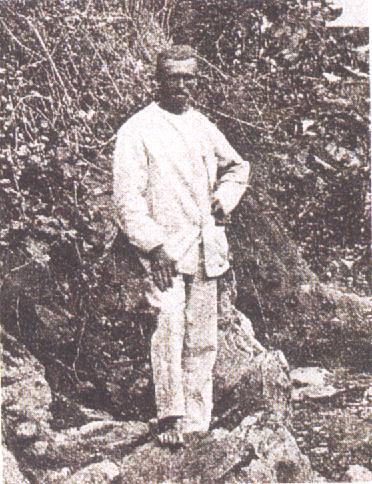
Rimbaud a Harar

L'occasione di lasciare Aden e di guadagnare compensi più elevati si offrì presto. Il 10 novembre Rimbaud firmò un contratto di nove anni, col quale otteneva 150 rupie al mese e l'un per cento dei profitti dell'agenzia che la società aveva costituito a Harar, in Abissinia. A metà mese, accompagnato da un impiegato, il greco Konstantinos Righas, Rimbaud sbarcò a Zeila, in Somalia, da dove una carovana di cammellieri lo condusse a Harar. Il 13 dicembre scrisse alla famiglia: «I prodotti commerciali del paese sono il caffè, l'avorio, le pelli ecc. Il paese è elevato, ma non sterile. Il clima è fresco ma non malsano. Qui si importa ogni genere di prodotto dall'Europa per mezzo di cammelli».
Due mesi dopo cercava di rassicurare che il paese non era «interamente selvaggio. Abbiamo l'esercito, artiglieria e cavalleria, egiziano, e la loro amministrazione. Il tutto identico a quello che esiste in Europa», ma poi aggiungeva che si trattava di «un mucchio di cani e banditi». I pericoli che aspettavano viaggiatori e commercianti erano noti, ma non spaventavano Rimbaud. Il 4 maggio 1881 scriveva di aver l'intenzione «di lasciare tra breve questa città per andare a trafficare o esplorare per mio conto nell'ignoto. C'è un grande lago a qualche giorno da qui, ed è in un paese ricco d'avorio». In effetti, in giugno fu protagonista di una spedizione da Harar fino al villaggio di Bubassa, nella zona ancora inesplorata dell'Ogaden. Aveva messo qualche soldo da parte: «Nel caso le cose si mettessero male e ci lasciassi la pelle, vi avverto che ho una somma di 7 volte 150 rupie di mia proprietà depositata all'agenzia di Aden».

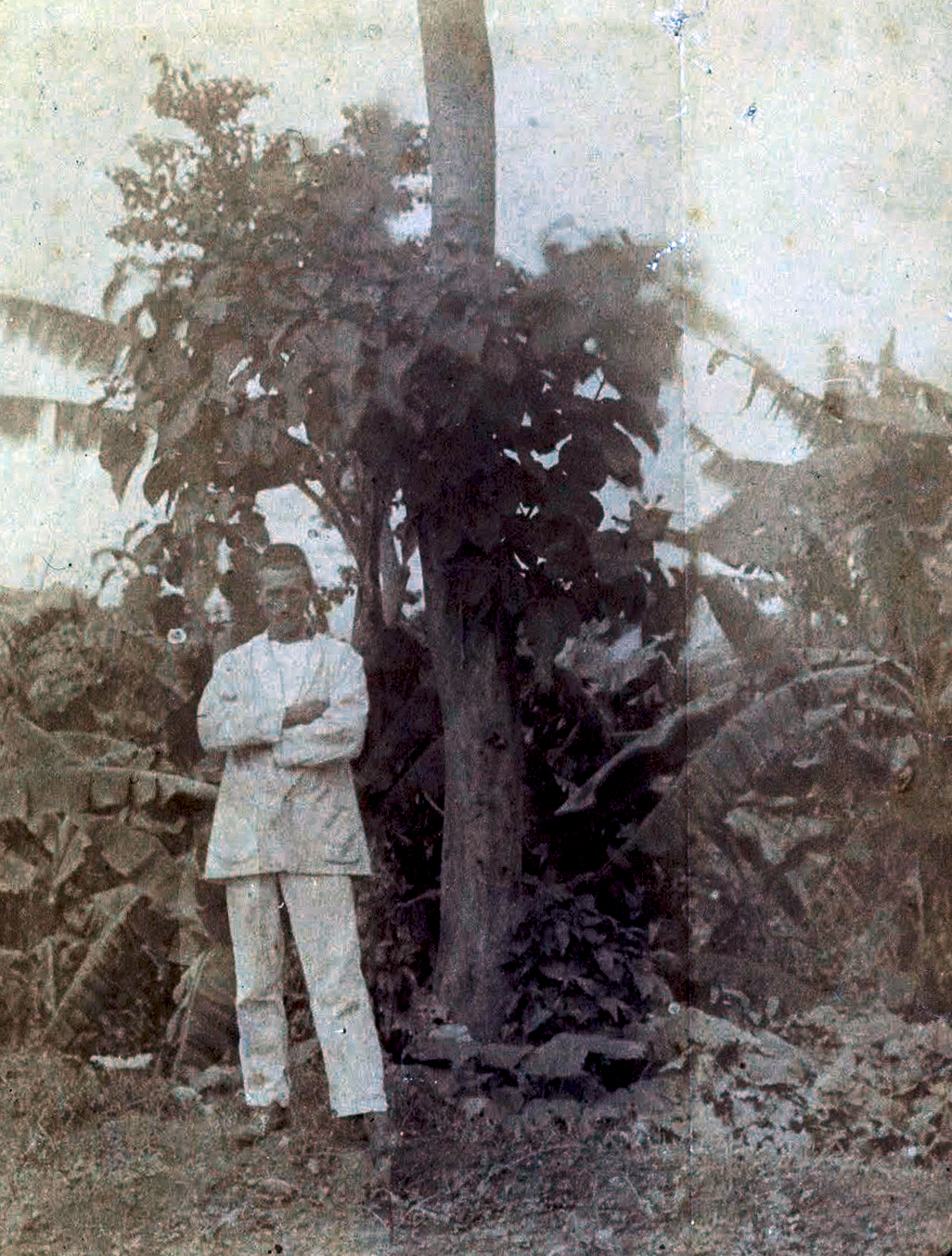
Arthur Rimbaud nel 1883

Rimbaud tornò il 5 gennaio 1882 ad Aden per rioccuparsi del lavoro di confezione e spedizione del caffè. Progettava di partire per Zanzibar o per lo Scioà. Dopo un anno, un violento litigio avuto da Rimbaud con il magazziniere della ditta convinse Bardey a rimandarlo a Harar, facendolo responsabile di quell'agenzia. Può darsi che abbia raggiunto Harar passando per Obok, un porto presso Gibuti, e abbia attraversato una regione semisconosciuta e controllata dalla tribù particolarmente ostile dei Danakil. Il 6 maggio 1883 scrisse alla famiglia: «condannato a errare, legato a un'impresa lontana, ogni giorno perdo il gusto per il clima, il modo di vivere e perfino la lingua dell'Europa».
Il 13 giugno, con Righas e l'esploratore e commerciante italiano Pietro Sacconi, con un viaggio di tre giorni si spinse fino a Warabeili sul luogo ove l'esploratore francese Lucereau era stato ucciso tre anni prima. Queste esplorazioni avevano una finalità commerciale, prima che scientifica: si trattava di determinare nuove rotte e nuovi fonti di rifornimento delle merci. Due mesi dopo anche Sacconi rimase ucciso mentre cercava di scoprire il percorso del fiume Wabi Shebele. Nello stesso periodo, un collaboratore di Rimbaud, il greco Konstantinos Sotiro, fu fatto prigioniero dagli indigeni nell'Ogaden, e fu liberato grazie all'intervento di Omar Hussein, un capo tribale che conosceva Rimbaud. Egli si preoccupava infatti di stabilire buoni rapporti con gli abitanti, in gran parte di fede islamica: anche a questo scopo si era procurato un'edizione del Corano.
Dalla relazione di viaggio di Sotiro Rimbaud trasse il 10 dicembre 1883 un Rapporto sull'Ogaden che inviò a Bardey il quale lo trasmise alla Société de Géographie di Parigi che lo pubblicò nel febbraio 1884. In uno stile asciutto e sintetico, Rimbaud vi riportò informazioni sulle tribù presenti nella regione, sui loro costumi, le loro attività lavorative, le strade percorribili, le caratteristiche orografiche e climatiche dell'Ogaden, la sua fauna e i suoi fiumi. A conclusione del rapporto, Rimbaud rilevava la possibilità di stabilire favorevoli relazioni commerciali. Il geografo austriaco Philipp Paulitschke, professore all'Università di Vienna e autore di due studi sulla regione dell'Harar, lo lodò: «Egli è il primo europeo ad aver raccontato l'Ogadina attraverso un'esperienza personale e le sue osservazioni sono estremamente interessanti». La Société de Géographie lo contattò chiedendogli una breve autobiografia, ma Rimbaud non rispose.

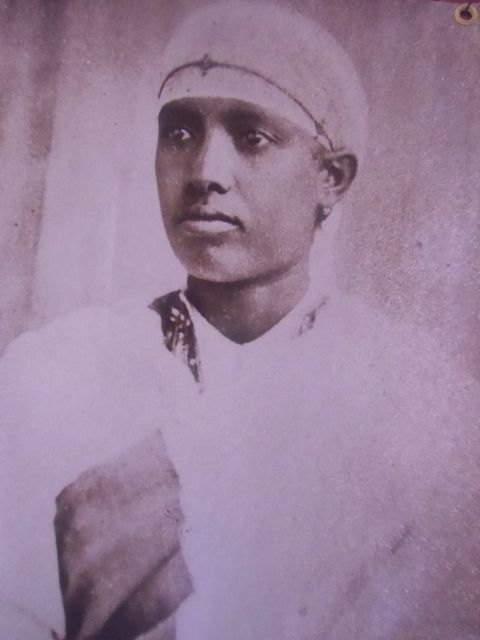
Mariam, convivente di Rimbaud

Quando gli Inglesi, che dal 1882 avevano di fatto trasformato l'Egitto in un loro protettorato ed erano impegnati nella guerra contro i dervisci del Mahdi, decisero di sgomberare l'Harar alla fine del 1883, l'agenzia di Bardey dovette chiudere e trasferirsi ad Aden. Da qui Rimbaud scrisse alla famiglia il 5 maggio 1884 in termini pessimistici: «Sto per arrivare a trent'anni (la metà della vita!) e mi sono molto affaticato a girare il mondo, senza risultato». Nella casa presa in affitto vicino all'ufficio, Rimbaud viveva con il giovanissimo domestico Djami Wadai e una giovane donna abissina di religione cattolica, di nome Mariam, alta, magra e piuttosto bella. A dire di Bardey, Rimbaud si sarebbe molto affezionato a lei e avrebbe anche pensato di sposarla. In realtà Rimbaud se ne liberò senza tanti complimenti nel settembre del 1886.
Per più di un anno Rimbaud rimase ad Aden, scontento del suo lavoro, finché nel settembre del 1885 conobbe Pierre Labatut, un avventuriero francese stabilitosi sette anni prima in Abissinia, dove si era sposato e praticava il commercio delle armi. In quel periodo il re dello Scioà Menelik II perseguiva il progetto di unificare la regione assoggettando le diverse tribù. La prospettiva di un facile arricchimento convinse Rimbaud ad associarsi con Labatut rompendo il contratto che lo legava a Bardey.
Labatut rimase ad Aden per organizzare la spedizione delle armi, vecchi fucili Remington non più in uso in Europa da quarant'anni: il loro valore non superava gli otto franchi, ma si sperava di venderli a quaranta. Rimbaud si trasferì sulla sponda opposta, a Tagiura, dove era ancora fiorente la tratta degli schiavi. A fine gennaio 1886 sbarcarono a Tagiura 2 040 fucili e 60 000 munizioni. La carovana con le armi era pronta ad aprile per la partenza, quando Gran Bretagna e Francia firmarono un accordo per vietare nella regione l'importazione delle armi. Allora Rimbaud scrisse il 15 aprile al ministero degli Esteri francese per ottenere una deroga, che a giugno gli fu segretamente accordata.

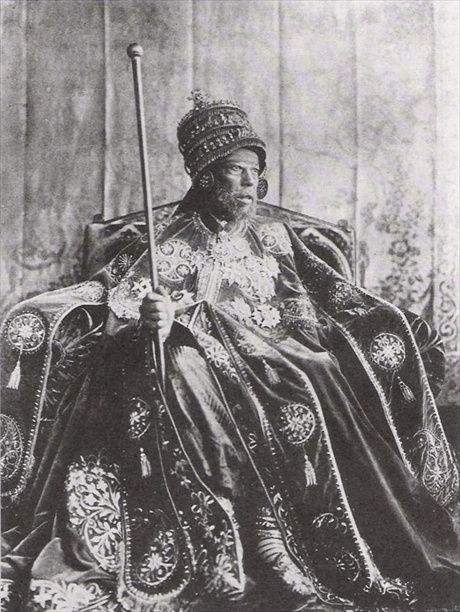
Menelik II

A luglio fu necessario un nuovo rinvio. Labatut, malato di cancro, tornato in Francia per curarsi, vi morì in ottobre, e Rimbaud propose a Paul Soleillet, un altro mercante d'armi ed esploratore francese, di unire i loro convogli, ma Soleiller morì d'infarto il 9 settembre. Partito in ottobre da Tagiura con 50 cammelli e 30 uomini armati, Rimbaud penetrò nello Scioa e il 6 febbraio 1887 raggiunse senza incidenti Ankober, dove fu accolto dall'esploratore Jules Borelli: «conosce l'arabo e parla amarico e oromo» - così Borelli descrisse Rimbaud - «È infaticabile. La sua predisposizione per le lingue, la forza di volontà e l'inesauribile pazienza lo collocano nel novero dei viaggiatori esperti».
La carovana di Rimbaud, al quale si unirono Borelli e l'ingegnere svizzero Alfred Ilg, un consigliere di Menelik, si portò il 7 aprile a Entoto, dove era atteso il ritorno dalla guerra di Menelik, vittorioso dei suoi nemici. Nelle trattative, Rimbaud non ottenne quello che aveva sperato, e dovette dedurre quanto spettava agli eredi di Labatut. Ricevette un assegno di 9 000 talleri da incassare a Harar dal cugino di Menelik, il ras Maconnèn, futuro padre di Hailé Selassié. Rimbaud lamentò che l'impresa si era rivelata un fallimento dal punto di vista finanziario, ma in estate si recò al Cairo, incassando 7 500 talleri e depositando al Crédit Lyonnais altri 16 000 franchi.
Al Cairo si trattenne due mesi e per «Le Bosphore égyptien», il quotidiano in lingua francese diretto da Octave Borelli, fratello di Jules, scrisse un lungo articolo, apparso il 25 e il 27 agosto, nel quale raccontava delle difficoltà di estrarre il sale dal lago Assal, della natura del fiume Auasc e dell'esistenza di una favorevole via commerciale che poteva congiungere lo Scioà a Gibuti, un porto allora trascurato a favore di quello di Zeila. In ottobre fece ritorno ad Aden.
Nel febbraio del 1888 Rimbaud tornò a Harar per organizzare una carovana di cammelli che avrebbero dovuto trasportare le armi lasciate a Tagiura da Paul Soleillet e rilevate da un altro trafficante d'armi, il parigino Armand Savouré. Il tentativo però non riuscì per qualche oscura ragione e Rimbaud dovette far ritorno ad Aden il 14 marzo 1888. Tornò tuttavia in maggio a Harar, mantenuta indipendente grazie a un accordo franco-inglese, e vi si stabilì aprendo una casa di commercio per le merci più diverse, dal caffè alla gomma, dalle pelli al cotone, all'oro e all'avorio.

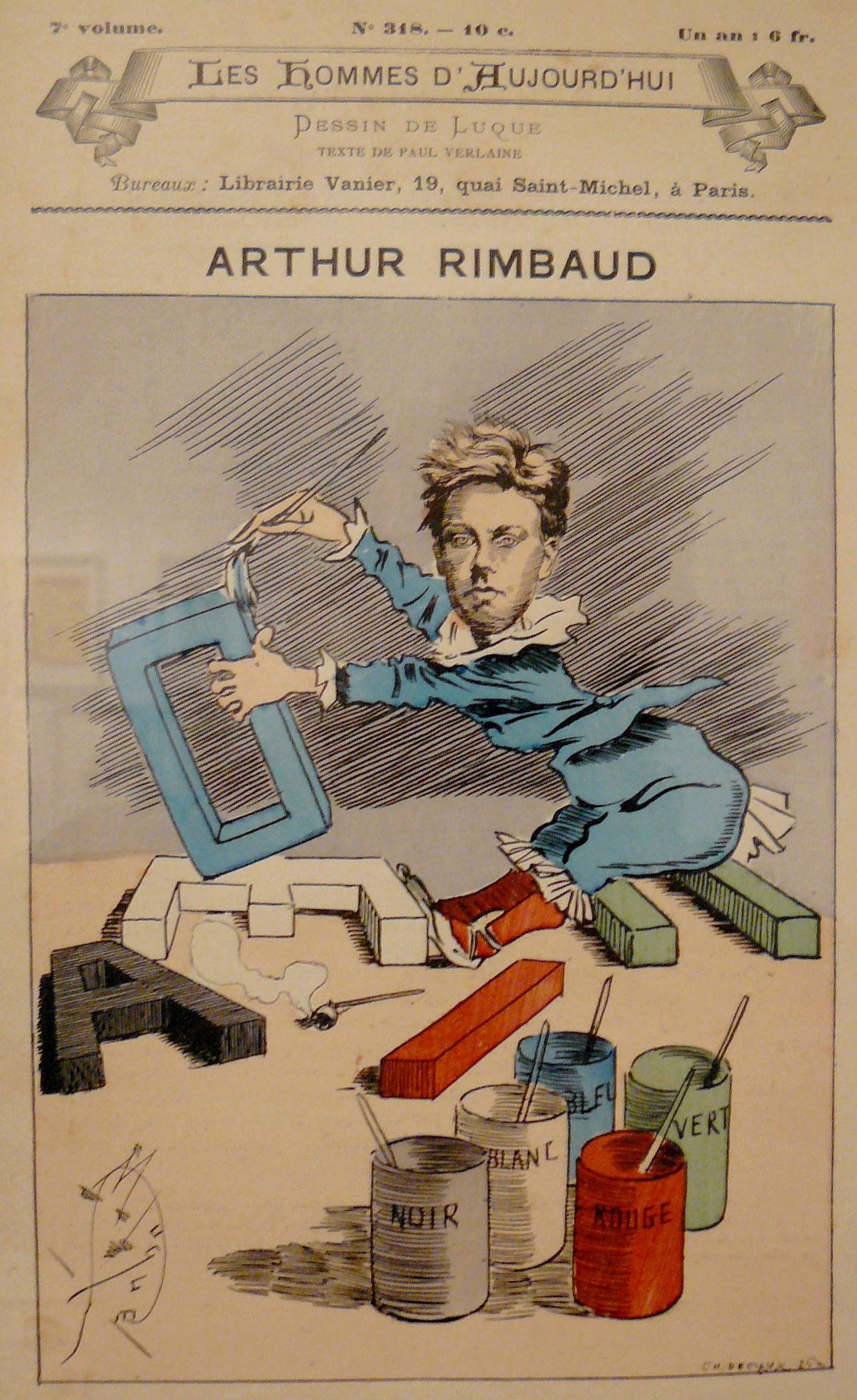
Caricatura di Rimbaud su «Les Hommes d'Aujourd'hui», gennaio 1888

A questo periodo risale la diceria di un Rimbaud mercante di schiavi. Un rapporto del console italiano ad Aden, Antonio Cecchi, riferiva il 22 maggio 1888 che una carovana di avorio e di schiavi, guidata da un noto mercante del luogo e da un certo «Rembau», qualificato di agente del governo francese, era stata avvistata ad Ambos, nello Scioà, il 10 maggio 1888. Analoghe informazioni erano riportate in un rapporto inglese di giugno, che riferiva di «un francese di nome Rambon». In realtà, è stato provato che Rimbaud, certamente a Harar nella prima metà di maggio, non poteva trovarsi ad Ambos.
Gli affari di Rimbaud si mantennero prosperi, mentre in Francia cominciava a imporsi la sua fama di poeta. Dall'ottobre del 1883 la rivista «Lutèce» aveva cominciato a pubblicare poesie di Rimbaud e il saggio di Verlaine sui Poètes maudits, edito poi in volume nel 1884, mentre nel 1886 la rivista «La Vogue» aveva pubblicato le Illuminations. Pierre Bourde, un giornalista che conobbe personalmente Rimbaud e gli propose senza successo di collaborare al suo giornale «Le Temps» con articoli sulla realtà africana, il 29 febbraio 1888 gli aveva scritto che egli era divenuto per alcuni scrittori di Parigi «una sorta di figura leggendaria», e si sperava in un suo ritorno. Particolare impressione aveva provocato il suo sonetto Voyelles, in base al quale alcuni giovani avevano «tentato di fondare un sistema letterario». Rimbaud non rispose né a questa lettera, né alla nota del 19 febbraio 1891, nella quale il direttore della rivista letteraria «La France moderne» si dichiarava «felice e fiero» se avesse potuto vedere «il capo della scuola decadente e simbolista» collaborare con la sua rivista.
Rimbaud, infatti, non aveva nessuna intenzione di dedicarsi nuovamente alla letteratura né di tornare in Francia, ma le circostanze disposero altrimenti. Da qualche tempo era afflitto da dolori al ginocchio destro, che egli credeva dovuti all'artrite o alle vene varicose. Il 20 febbraio 1891 chiese alla madre di inviargli una calza medica, ma in marzo l'arto era ancora più gonfio e irrigidito. Il dottore italiano Leopoldo Traversi lo visitò e gli consigliò l'immediata partenza per l'Europa. Sistemati alla meglio i suoi affari, incapace di camminare, il 7 aprile 1891 fu trasportato in barella da Harar fino a Zeila, dove giunse il 18 aprile. Salpato per Aden, il dottore inglese che lo visitò gli diagnosticò una sinovite tubercolare, la stessa malattia che aveva condotto Vitalie Rimbaud alla morte, prospettandogli la necessità dell'amputazione della gamba. Il 7 maggio una nave lo condusse a Marsiglia. Alcuni biografi hanno invece ipotizzato fosse affetto anche da sifilide, e che la malattia alla gamba non consistesse in osteomielite da tubercolosi ma in un tumore osseo.

### La morte

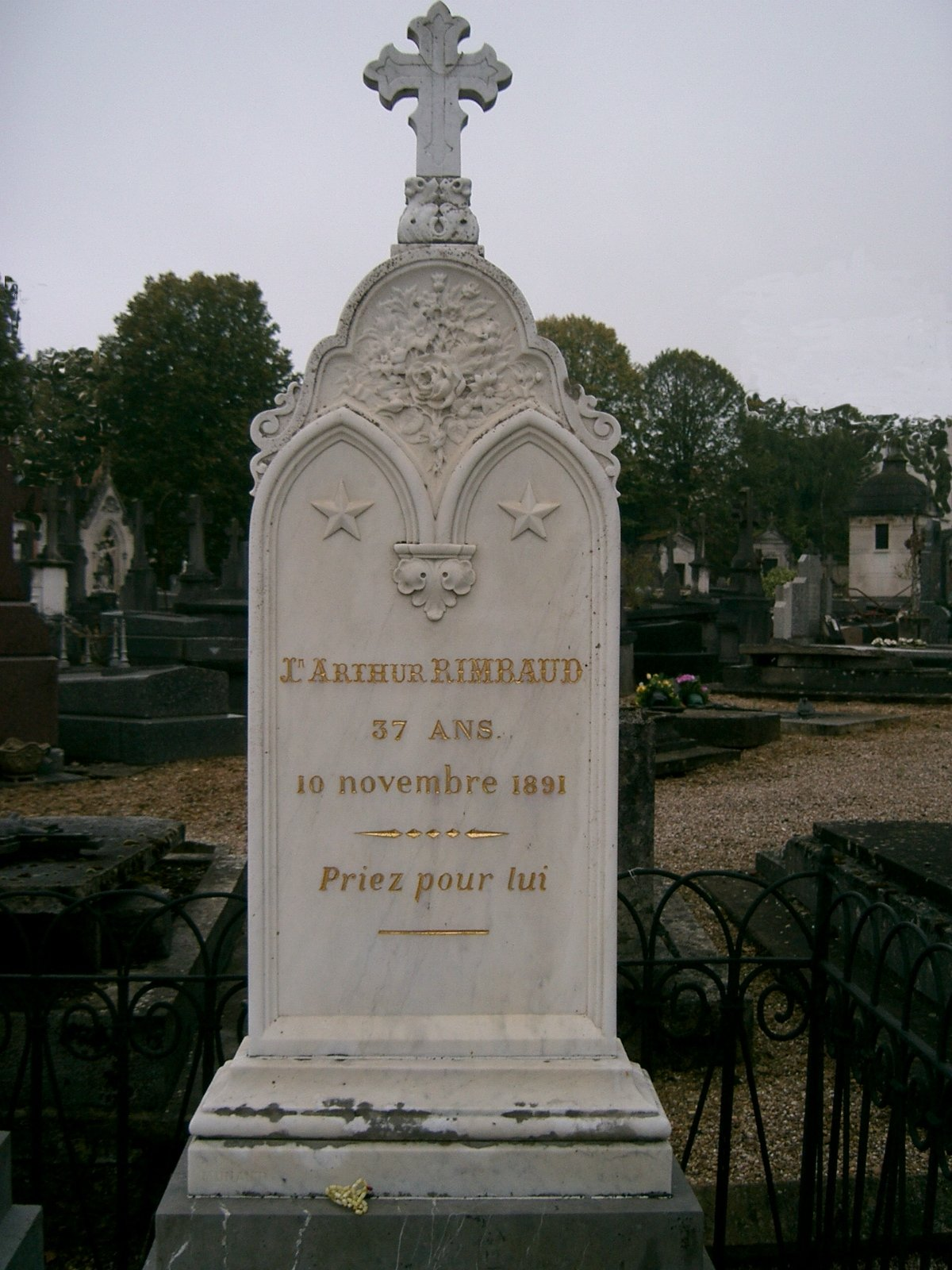
La tomba di Rimbaud a Charleville

Ricoverato il 20 maggio 1891 nell'ospedale de la Conception di Marsiglia, gli fu diagnosticata una gangrena al ginocchio destro. Il 23 maggio fu raggiunto dalla madre e il 27 maggio gli fu amputata la gamba. Dall'Africa gli giunsero messaggi di auguri e di solidarietà: gli scrissero il suo socio César Tian, Sotiro, Righas, il servitore Djami, persino ras Maconnèn. Il 9 giugno sua madre dovette tornare a Roche.
Il 24 giugno cominciò a muoversi con l'aiuto di una stampella, poi provò a servirsi d'un arto artificiale. La prima gli provocava dolori alle braccia e alle spalle, l'altro gli infiammava il moncherino. Scriveva alla sorella: «La testa e le spalle s'inclinano in avanti e ci s'inarca come gobbi. Tremate nel vedere le persone e gli oggetti che vi si muovono intorno, per timore che vi si rovescino rompendovi così la seconda zampa. Sghignazzano nel vedervi saltellare. Quando tornate a sedervi, avete le mani snervate, l'ascella segata e l'aria di un idiota».
Dimesso il 23 luglio, si stabilì a Roche. Per distrarsi, ogni pomeriggio usciva di casa in carrozza e la domenica amava sostare nei luoghi più frequentati del paese. Con i primi freddi decise di ripartire per Marsiglia, accompagnato dalla sorella Isabelle, e fu ricoverato in ospedale il 24 agosto. Se fosse stato bene, pensava, sarebbe potuto ripartire per l'Africa, ma i dolori alla gamba non erano cessati e le sue braccia perdevano vitalità. In ottobre l'uso del braccio destro era completamente perduto, il sinistro semi-paralizzato e i medici gli davano pochi mesi di vita.
Il 20 ottobre Rimbaud compì trentasette anni. Magrissimo, soffriva d'insonnia, e per lenire i dolori ogni sera gli veniva somministrata una dose di morfina. Sapeva di dover presto morire: «Andrò sottoterra» - disse un giorno a Isabelle - «e tu camminerai nel sole». Dispose un lascito di 3 000 franchi per il suo servitore Djami e per un momento espresse il desiderio di essere sepolto ad Aden, vicino al mare. A volte delirava. Il 9 novembre dettò alla sorella una lettera. Rivolgendosi a un imprecisato «Direttore», immaginava d'imbarcarsi per Suez da un porto sconosciuto chiamato Aphinar: «sono completamente paralizzato, desidero perciò trovarmi a bordo molto presto».
Morì di sepsi il giorno dopo, 10 novembre, alle dieci del mattino. Il 14 novembre la bara con il corpo di Rimbaud giunse a Charleville e il poeta, accompagnato soltanto dalla madre e dalla sorella Isabelle, fu sepolto nella tomba di famiglia accanto al nonno materno e a Vitalie Rimbaud.

## La fortuna critica di Rimbaud
Hanno detto di lui:
- Paul Claudel: mistico allo stato selvaggio
- Mallarmé: pubertà perversa e superba
- Philippe Soupault: meraviglioso ragazzaccio
- Henry Miller: ribelle incarnato
- Jacques Rivière:  uno spirito del più alto rango nel corpo di un fanciullo vizioso e terribile. Un mostro di purezza -
- Paul Verlaine: poeta maledetto - l'uomo dalle suole di vento
- André Breton: girasole intirizzito
- René Char: Il primo poeta di una civiltà non ancora nata
- Albert Camus: Grande e ammirevole poeta, il massimo del suo tempo, oracolo sfolgorante
- Emil Cioran: Tutto è inconcepibile in Rimbaud, tranne il suo silenzio. Ha cominciato dalla fine
- Aldo Palazzeschi: Il caso più stupefacente, inquietante e insolubile nella poesia da me conosciuta. Oserei dire che fa parte a sé, senza le naturali parentele che tutti i poeti hanno fra di loro
- Félix Fénéon: Al di fuori di ogni letteratura, e probabilmente al di sopra
- Dott. J.H. Lacambre: Psicopatico costituzionale
- Edith Sitwell: L'iniziatore dei ritmi della prosa moderna, e la base dalla quale hanno avuto origine tutte le meditazioni del genere
- Pier Paolo Pasolini: Al lettore nuovo[130], e Teorema

## Rimbaud nel cinema, nella musica e nel teatro
- 1939. Benjamin Britten compone Les Illuminations, opera 18 per tenore o soprano e orchestra d'archi.
- 1968: nel film Partner di Bernardo Bertolucci il sosia del protagonista, interpretato da Pierre Clémenti, afferma di essere la «reincarnazione di Arthur Rimbaud».
- 1970. Tra i primi a trattare la vita di Rimbaud è il film italo-francese di Nelo Risi Una stagione all'inferno, che ripercorre la vita del poeta dal suo incontro con Verlaine fino al viaggio in Africa. Rimbaud è interpretato da Terence Stamp.
- 1971. Alla poesia Bottom è ispirato Ein Großer graublauer Vogel (Un grosso uccello grigio azzurro) diretto da Thomas Schamoni.
- 1976. Nell'album Elisir di Roberto Vecchioni appare A.R. (Arthur Rimbaud), brano di cui il cantautore lombardo ha scritto il testo e la musica.
- 1980. Gilbert Amy compone Une saison en enfer, per soprano, pianoforte, percussioni e banda magnetica.
- 1982. Rimbaud, l'éternité retrouvée, è un cortometraggio di Olivier Esmein.
- 1991. Un film documentario che rappresenta la biografia del poeta, svolta in tre parti, è Arthur Rimbaud. Une biographie del regista Richard Dindo in una co-produzione franco-svizzera.
- 1991. Viaggia viaggia, Rimbaud! è uno spettacolo per marionette allestito dal Teatro dei Sensibili di Guido Ceronetti in occasione del centenario della morte del poeta.
- 1991. Sempre in occasione del centenario della morte, Hector Zazou ha organizzato uno spettacolo collettivo dedicato a Rimbaud, Sahara Blue diventato poi CD[131] (1992).
- 1992. La poesia L'Orgie parisienne, ou Paris se repeuple è musicata da Michael Nyman nel Michael Nyman Songbook.
- 1995. La complicata relazione tra Rimbaud e Verlaine è oggetto dei Poeti dall'inferno (Total Eclipse) della regista Agnieszka Holland, dove Rimbaud è interpretato da Leonardo DiCaprio e Verlaine da David Thewlis. The Pagan Book of Arthur Rimbaud è un film diretto da Jay Anania che indaga sul percorso interiore del poeta prima del suo incontro con Verlaine. Arthur Rimbaud. L'homme aux semelles de vent è un telefilm in due puntate diretto da Marc Rivière per la televisione franco-canadese, con Laurent Malet nei panni del poeta. Vi si racconta in maniera romanzata il viaggio di Rimbaud in Africa.
- 1996. Rainbow pour Rimbaud è un film tratto da una novella di Jean Teulé, dove un giovane, sotto l'influenza dei poemi di Rimbaud, decide di viaggiare in Africa e incomincia a identificarsi con il poeta. Il film, diretto da Laurent Bénégui e dallo stesso Teulé, ottiene il Premio speciale della giuria a Cannes junior.
- 1998. Athar, sur les traces de Rimbaud en Éthiopie-Djibouti-Yémen, è un documentario per la televisione diretto da Jean-Philippe Perrot.
- 1999. Da Nuit de l'enfer, parte della Saison en enfer, è stato tratto Amanti criminali diretto e sceneggiato da François Ozon.[132] Liberté libre è una biografia realizzata per la televisione da Jean Philippe Perrot.
- 2001. Da Une saison en enfer è stato tratto Chelsea Wall di Ethan Hawke e sceneggiato da Nicole Burdette.[133]
- 2004. Étienne Faure dirige il documentario sulla vita del poeta Quoi? L'éternité.
- 2007. Lo sceneggiatore e regista Todd Haynes si ispira al grande poeta per la figura di Arthur, uno dei sei personaggi ispirati alla musica e alla vita di Bob Dylan nel film Io non sono qui, interpretato dall'inglese Ben Whishaw. Praline è un documentario di Jean-Hugues Berrou.
- 2010. Il primo album del gruppo valdostano L'Orage, Come una festa, è composto da 12 brani originali che girano intorno alla figura e all'opera del poeta Arthur Rimbaud, al quale è dedicato.
- 2012. John Zorn - Rimbaud - Tzadik - Album in quattro brani suonati da ensemble diversi che si ispirano all'opera del poeta.
- 2018. Il rapper italiano Lowlow ha scritto una canzone intitolata Rimbaud, contenuta nell'album Il bambino soldato.

## Opere
- Premières proses
- Poésies
- Lettre du baron Petdechèvre
- Il battello ebbro
- Lettre du Voyant
- Derniers vers
- Les déserts de l'amour
- Proses évangéliques
- Une saison en enfer
- Illuminations
- Album Zutique
- Les Stupra
- Lettres

## Edizioni francesi
- Oeuvres, introduction, notices et notes par Suzanne Bernard, Paris, Garnier, 1969.

## Edizioni italiane
- Poemi in prosa: I deserti dell'amore, Le illuminazioni, Una stagione all'inferno, traduzione di Oreste Ferrari, Sonzogno, Milano, 1919.
- Poesie, traduzione di Clemente Fusero, Dall'Oglio, Milano, 1941.
- Poesie. Una stagione all'inferno, traduzione di Vittorio Lori, Editoriale italiana, Milano, 1945.
- Una stagione all'inferno, a cura di Alessandro Parronchi, Fussi, Firenze, 1949; poi Sansoni, Firenze, 1991.
- Una stagione all'inferno e lettere, traduzione di Orsola Nemi, Longanesi, Milano, 1951.
- Illuminations, traduzione di Mario Matucci, Sansoni, Firenze, 1952.
- Une saison en enfer, traduzione di Mario Matucci, Sansoni, Firenze, 1955.
- Le illuminazioni e Una stagione all'inferno, traduzione di A. L. Zazo, Rizzoli, Milano, 1961.
- Poesie; Illuminazioni; Una stagione all'Inferno, traduzione di Cesare Vivaldi, Guanda, Parma, 1961.
- Opere, a cura di Ivos Margoni, Feltrinelli, Milano, 1964.
- Poesie, a cura di Ruggero Jacobbi, Nuova Accademia, Milano, 1967.
- Poesie, traduzione di Laura Mazza, Newton Compton, Roma, 1972.
- Poesie, traduzione di Gian Piero Bona, Einaudi, Torino, 1973.
- Opere, a cura di Diana Grange Fiori, I Meridiani Mondadori, Milano, 1975.
- Poesie, traduzione di Dario Bellezza, Garzanti, Milano, 1977.
- Poemi in prosa, traduzione di Cesare Vivaldi, Guanda, Parma, 1978.
- Illuminazioni, a cura di Ivos Margoni e Cesare Colletta, Rizzoli, Milano, 1981.
- Una stagione in inferno, a cura di Ivos Margoni e Cesare Colletta, Rizzoli, Milano, 1984.
- Illuminazioni, traduzione di Cosimo Ortesta, SE, Milano, 1986.
- Poesie, traduzione di Cosimo Ortesta, Guanda, Parma, 1978.
- Opere in versi e in prosa, traduzione di Dario Bellezza, Garzanti, Milano, 1989.
- Opere complete, a cura di A. Adam, traduzione di Mario Richter, Torino-Parigi, Einaudi-Gallimard, 1992.
- Primi versi seguiti da lettere, prose e versi di scuola, a cura di Marica Larocchi, Mondadori, Milano, 1992.
- Illuminazioni e Una stagione all'inferno, traduzione di Alessandro Quattrone, Demetra, Bussolengo, 1996.
- Il Battello ebbro e altri versi, traduzione di Alessandro Quattrone, Demetra, Bussolengo, 1997.
- Una stagione all'inferno, a cura di Davide Rondoni, Guaraldi, Rimini, 1995; Rizzoli, Milano, 2012.
- Una stagione all'inferno, traduzione di Cosimo Ortesta, SE, Milano, 1999.
- Poesie e prose, a cura di Paola Ricciulli, traduzione di Bianca Lamanna, Salerno, Roma, 2011.
- Nuovi versi con un'appendice di lettere e documenti, a cura di Marica Larocchi, SE, Milano, 2004.
- Il poeta è un ladro di fuoco, traduzione di Lorenzo Flabbi, L'orma, Roma, 2013.
- Non sono venuto qui per essere felice : corrispondenza (1870-1891), 2 voll., a cura di Vito Sorbello, Aragno, Torino, 2014.
- Libro pagano, a cura di Antonio Castronuovo, Stampa alternativa, Viterbo, 2014.
- Opere, a cura di Olivier Bivort, traduzione di Ornella Tajani, Marsilio, Venezia, 2019.